# Estonia
Estonia (en estonio: Eestiⓘ), oficialmente República de Estonia (Eesti Vabariik), es uno de los veintisiete Estados soberanos que forman la Unión Europea, y el más pequeño de los tres países bálticos. Limita al sur con Letonia, al este con Rusia, al norte con el golfo de Finlandia y al oeste con el mar Báltico.
El territorio de Estonia comprende una región continental y un conjunto de 2222 islas e islotes dentro del mar Báltico, cubriendo un total de 45 228 km². Está dividida políticamente en 15 condados, y la capital del país es su mayor ciudad, Tallin. Con una población de 1,3 millones, Estonia es uno de los países menos poblados dentro de la Unión Europea.
El pueblo estonio es étnica y lingüísticamente hermano del finés y tiene lazos históricos y culturales con los países nórdicos al igual que los otros dos países bálticos. A pesar de ello, los países nórdicos no les reconocen todavía su adscripción a este grupo, aunque están en negociaciones para adherirse al Consejo Nórdico, en el que las repúblicas bálticas son oficialmente observadores.
Estonia adoptó el euro el 1 de enero de 2011, sustituyendo a la corona estonia.

## Historia

### Prehistoria y Edad Antigua

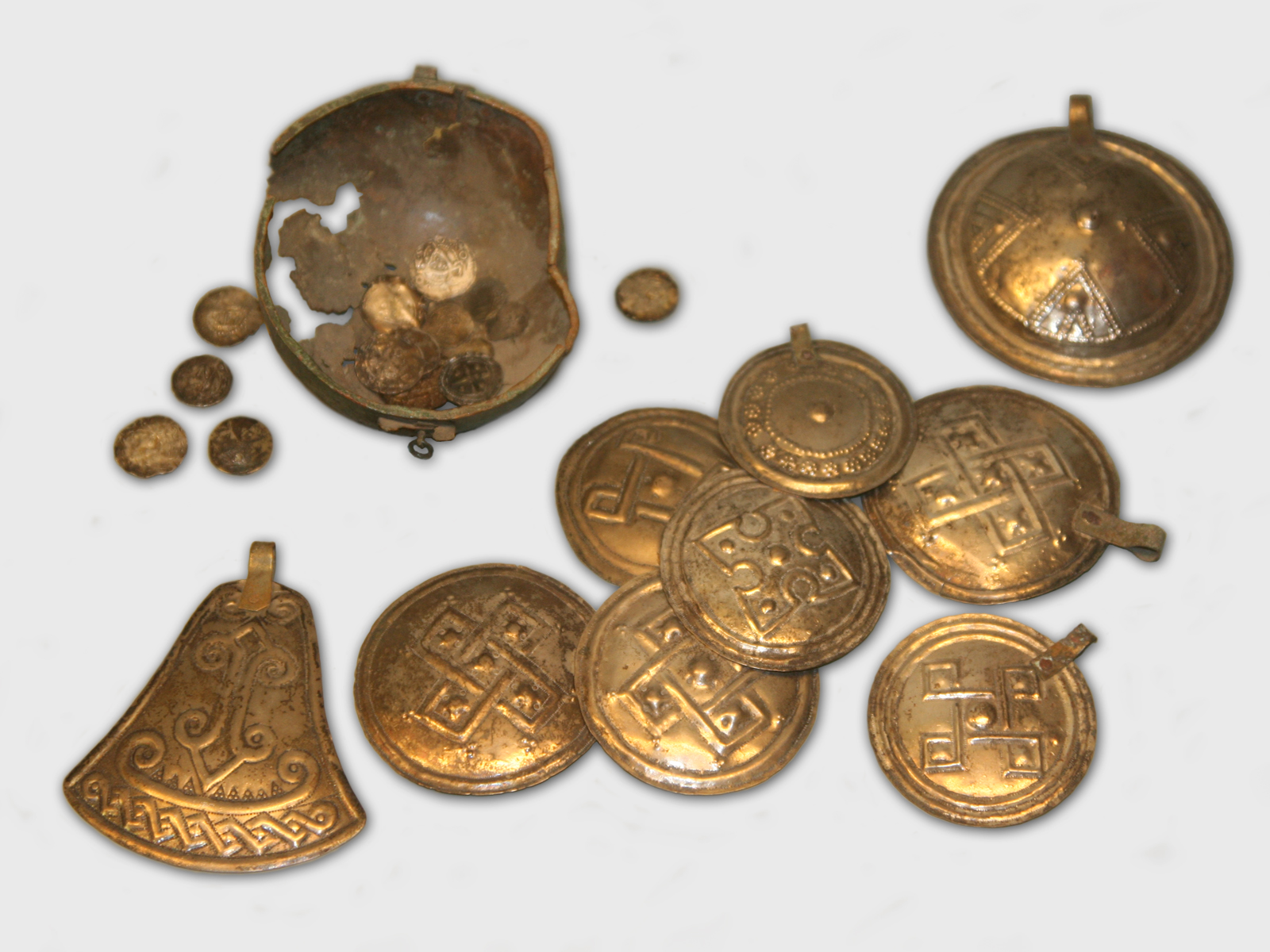
Orfebrería de la Edad del Hierro encontrada en Kunda

El poblamiento más antiguo de Estonia parece remontarse al deshielo de la última era glacial hace aproximadamente 13 000 años. El asentamiento más antiguo del que se tiene constancia es el asentamiento de Pulli, en la ribera del río Pärnu, cerca de la actual ciudad de Sindi, en la Estonia meridional. Según las pruebas de radiocarbono, este data de hace 11 000 años, al principio del milenio XI a. C.
Se han hallado restos de utensilios de piedra y hueso pertenecientes a comunidades dedicadas a la caza y la pesca, cerca de la ciudad de Kunda en el norte de Estonia, que datan del año 6500 a. C. La cultura de Kunda pertenece al período Mesolítico y se extiende además por el norte de Letonia y el sur de Finlandia.
Estonia fue poblada por pueblos del grupo finoúgrio desde la prehistoria; se desconoce la fecha aunque se presupone que esos grupos habrían estado presentes como mínimo en el I milenio a. C. El final de la Edad del Bronce y el comienzo de la Edad del Hierro supuso un período marcado por grandes cambios culturales. El más significativo fue la aparición de la agricultura, que ha seguido constituyendo la base de la economía y de la cultura estonia. La agricultura se fue expandiendo entre los siglos V y I a. C. y la población creció. Las influencias culturales del Imperio romano también llegaron hasta Estonia en este período, que es conocido como la Edad del Hierro romana.
Durante la Edad del Hierro, sucedieron ataques provenientes de tribus bálticas, que se adentraron en el país tanto por la frontera terrestre como por la marítima. Existen varias sagas escandinavas referidas a estas campañas contra Estonia. Los piratas estonios efectuaron a su vez incursiones similares, por ejemplo, tomando parte en el saqueo e incendio de la ciudad sueca de Sigtuna en 1187.

### Edad Media

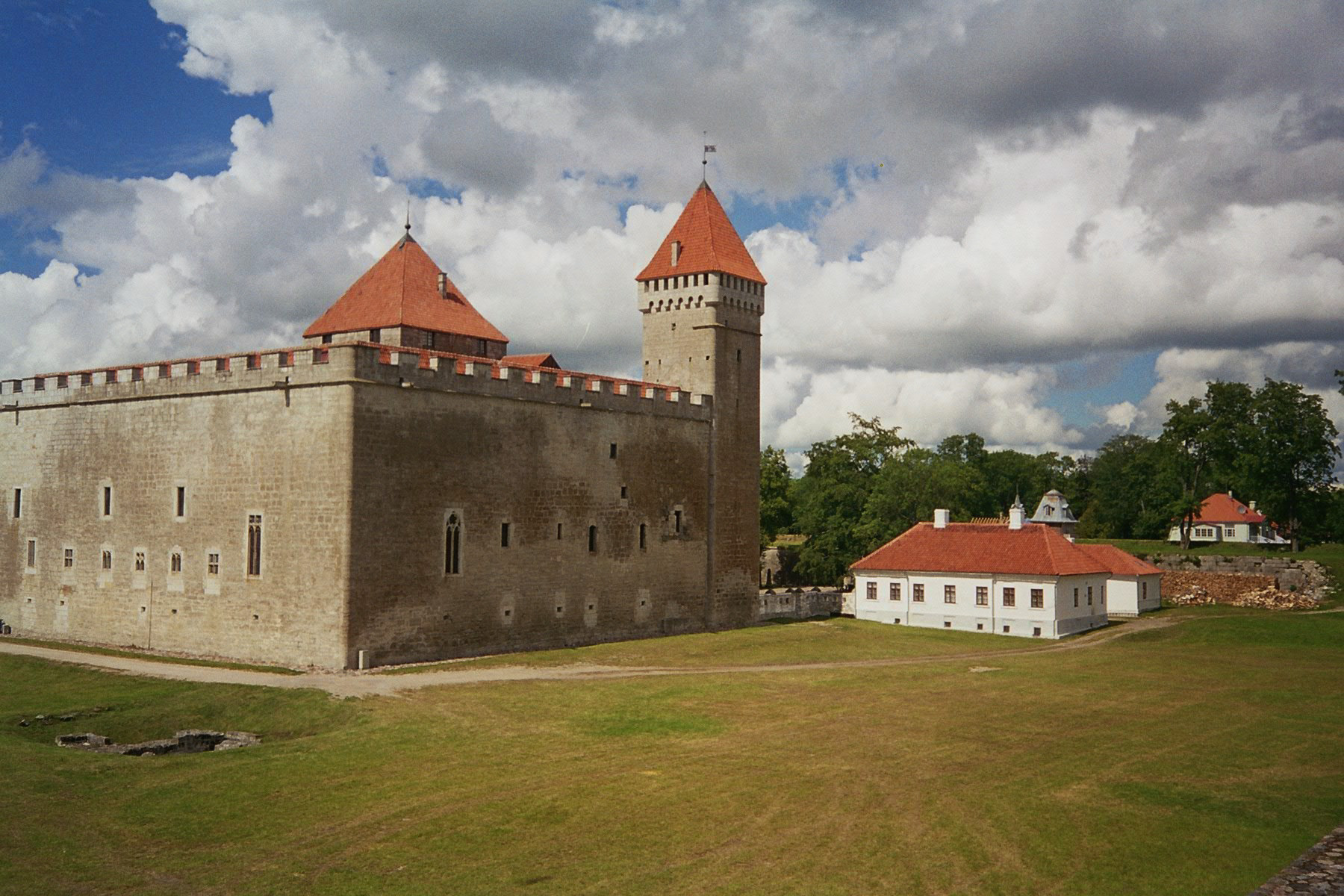
Castillo de Kuressaare en la isla de Saaremaa

Mapa de la confederación de Livonia en 1260. Se muestran los territorios de la Estonia danesa del norte, Dorpat y Ösel-Wiek, y los territorios de la Orden Livona.

A principios del siglo XIII, Estonia estaba dividida en ocho grandes condados: Saaremaa, Läänemaa, Rävala, Harju, Viru, Järva, Sakala, Ugandi y otros condados más pequeños. Mediante una reunión de representantes de varios condados se estableció un Estado en el que se profesaba una religión pagana centrada en la deidad Tharapita. En el transcurso de ese siglo, alemanes y daneses colocaron el país bajo su influencia. La orden militar de los Hermanos Livonios de la Espada conquistó el sur de Estonia, introduciendo el cristianismo.
En 1227 Dinamarca tomó posesión del norte, que conservaría hasta 1346. Los mercaderes de la Liga Hanseática monopolizaron el tráfico de los puertos estonios. En 1343, la población del norte y de la isla de Saaremaa se alzó contra los alemanes en el Levantamiento de la noche de San Jorge, que fue reprimido y el «rey» rebelde de Saaremaa, Vesse, fue ahorcado en 1344. Después del tratado de Marienburg (1347), Estonia es comprada por 19 000 marcos de plata por los caballeros teutones. Después se sucederían intentos de invasión por parte rusa en 1481 y 1558.
La Orden Teutónica, al abrazar en 1524 la Reforma protestante, introduce en Estonia el luteranismo. El país quedará en poder de los caballeros teutónicos, si bien formalmente pertenece al Gran Ducado de Lituania hasta 1561, año en que Suecia se adueña del país, aunque respetando la existencia de los terratenientes feudales germanos.

### Edad Moderna

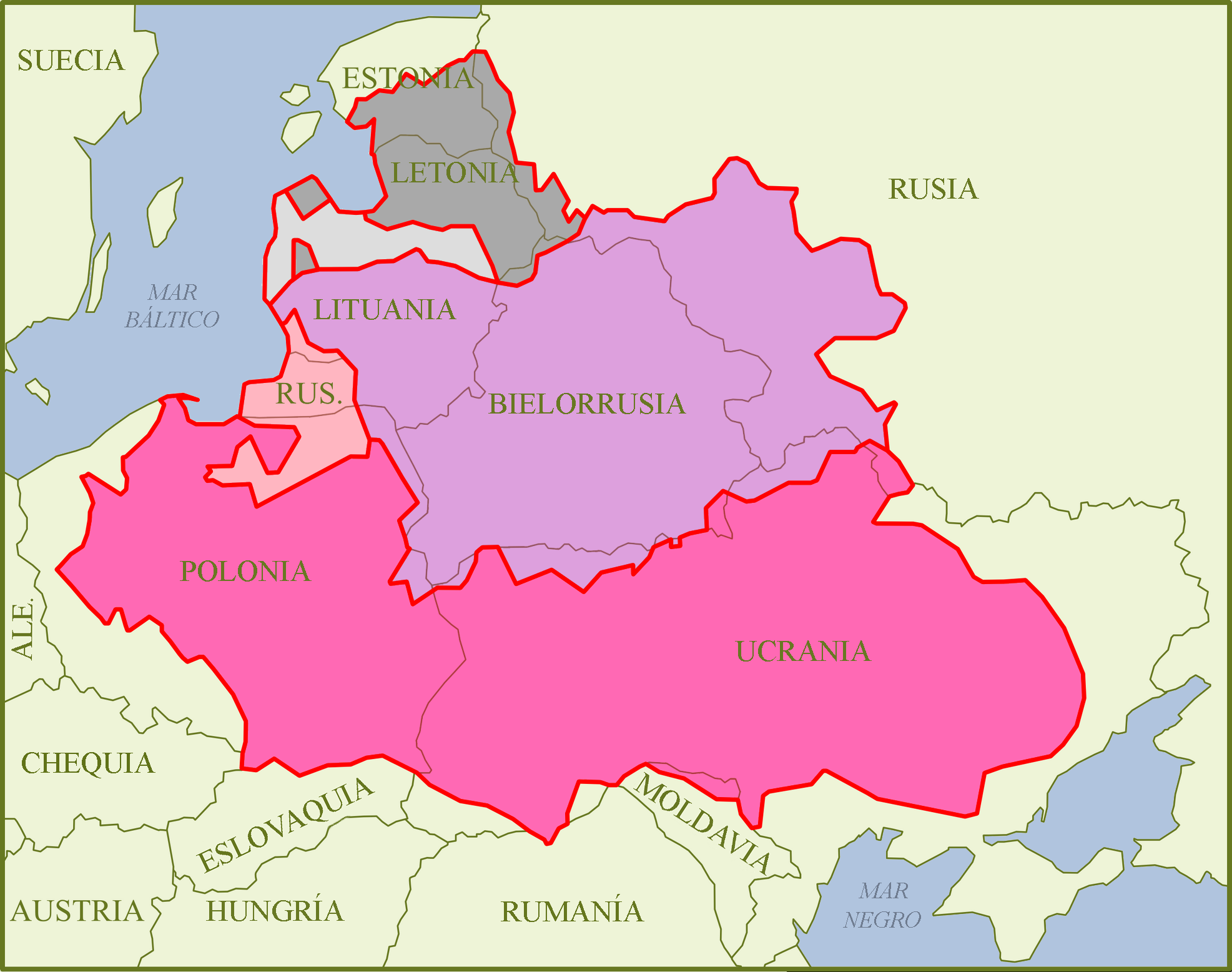
Polonia-Lituania desde la Unión de Lublin (1569)

En 1561, el distrito de Reval (actual Tallin) se puso voluntariamente bajo la protección de Suecia y, como resultado de la Guerra Livona (1558-1582), el norte de Estonia está bajo dominio sueco, mientras que el sur pasa a Polonia durante un breve período en la década de 1580. En 1625, la totalidad del territorio quedó sometido al reino sueco. Estonia fue dividida administrativamente entre las provincias de Estonia en el norte y Livonia, que comprendía además del sur de Estonia, el norte de Letonia, división que perdurará hasta principios del siglo XX.
En 1631, el rey sueco Gustavo II Adolfo forzó a la nobleza a conceder mayores derechos al campesinado, aunque la servidumbre siguió existiendo. Al año siguiente se abrió una imprenta y se fundó la universidad en la ciudad de Dorpat (actual Tartu); este período es conocido en la historia estonia como «la antigua buena época sueca».
Tras la Gran Guerra del Norte (1700-1721), el imperio sueco perdió Estonia, que pasó a manos rusas (en 1710 de facto, y en 1721 mediante el tratado de Nystad). Sin embargo, la clase alta y la clase media-alta seguirán siendo sobre todo de origen báltico-germano. La guerra diezmó a la población de Estonia, que se recuperaría rápidamente. Y aunque inicialmente los derechos de los campesinos se vieron debilitados, la servidumbre fue abolida en el año 1816 en la provincia de Estonia y en 1818 en la de Livonia.

### SigloXIX

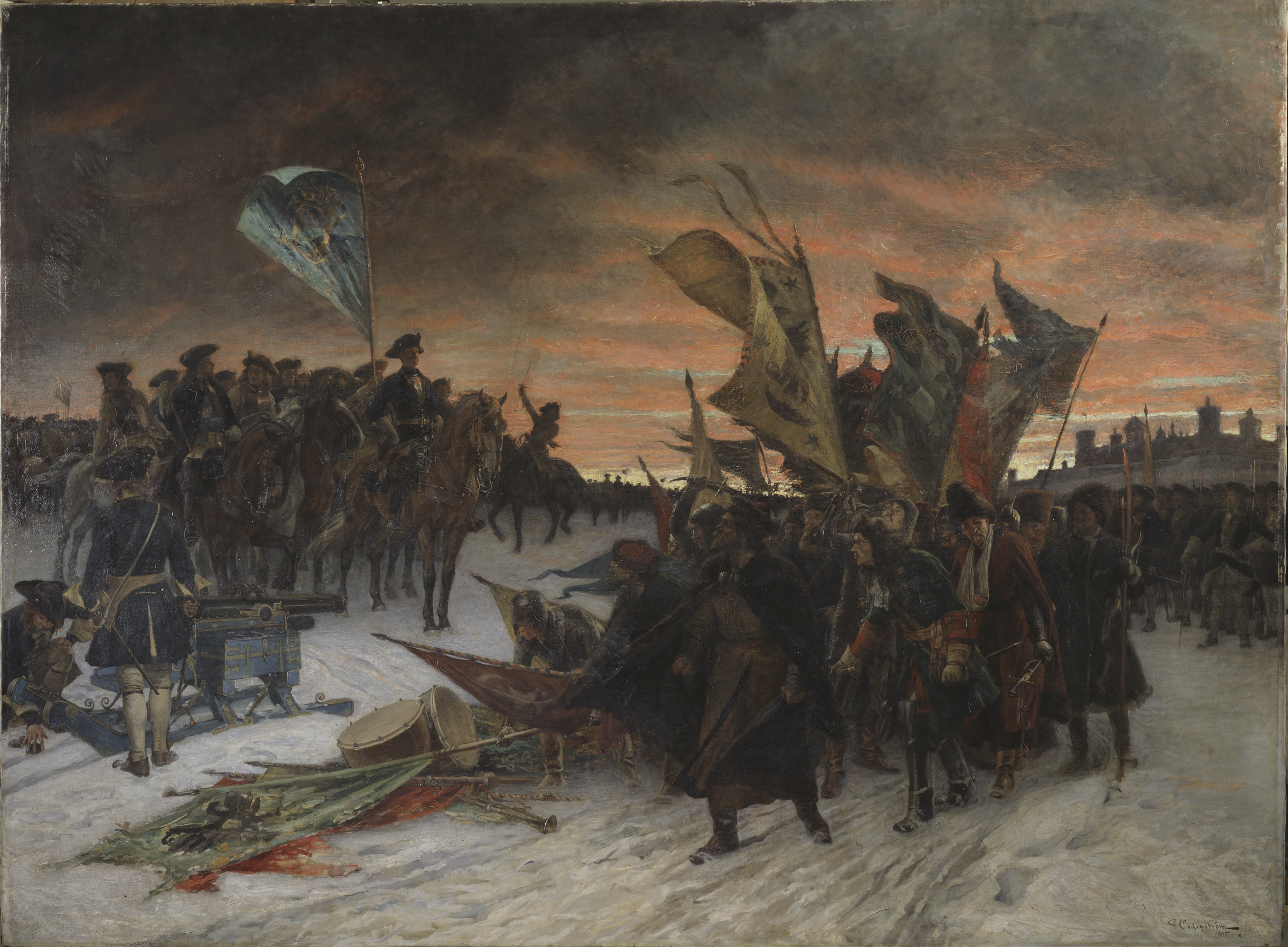
Cuadro de 1910 por Gustav Cederström, que retrata la victoria del rey Carlos XII sobre las tropas rusas en Narva durante la Gran Guerra del Norte

Como resultado de la abolición de la servidumbre y del progresivo acceso a la educación de la población nativa de habla estonia, surge en el siglo XIX un fuerte movimiento nacionalista, que se manifiesta en un principio a nivel cultural, en el cual se desarrolla la literatura, el teatro y la música estonios, contribuyendo a la formación de la identidad nacional estonia. Entre los líderes del movimiento se destacó Johann Voldemar Jannsen. Algunos logros importantes de este movimiento serán la publicación de la epopeya nacional, Kalevipoeg, en 1862, y la organización del primer festival nacional de la canción en 1869. La Universidad de Tartu fue el principal foco de estos movimientos.
En respuesta al período de rusificación, iniciado por el Imperio ruso en 1890, el nacionalismo estonio adquirió tintes más políticos, con intelectuales que pedirán primero una mayor autonomía y, más tarde, la independencia del Imperio ruso.

### Independencia y Segunda Guerra Mundial
En 1904, los nacionalistas estonios se apoderaron de Tallin, desplazando a los gobernantes de origen alemán, también conocidos como alemanes del Báltico. Tras la caída del zar Nicolás II de Rusia, en marzo de 1917, una manifestación de 40 000 estonios en Petrogrado forzó al Gobierno Provisional a otorgarles la autonomía. En noviembre de 1917, en la elección de una Asamblea Constituyente, los bolcheviques estonios solo obtuvieron el 35,5 % de los votos, por lo que procedieron a tomar el poder por la fuerza. El 24 de febrero de 1918, Estonia declaró su independencia de Rusia e instaló un gobierno provisional, pero los alemanes ocuparon Tallin y el gobierno estonio fue obligado a exiliarse.

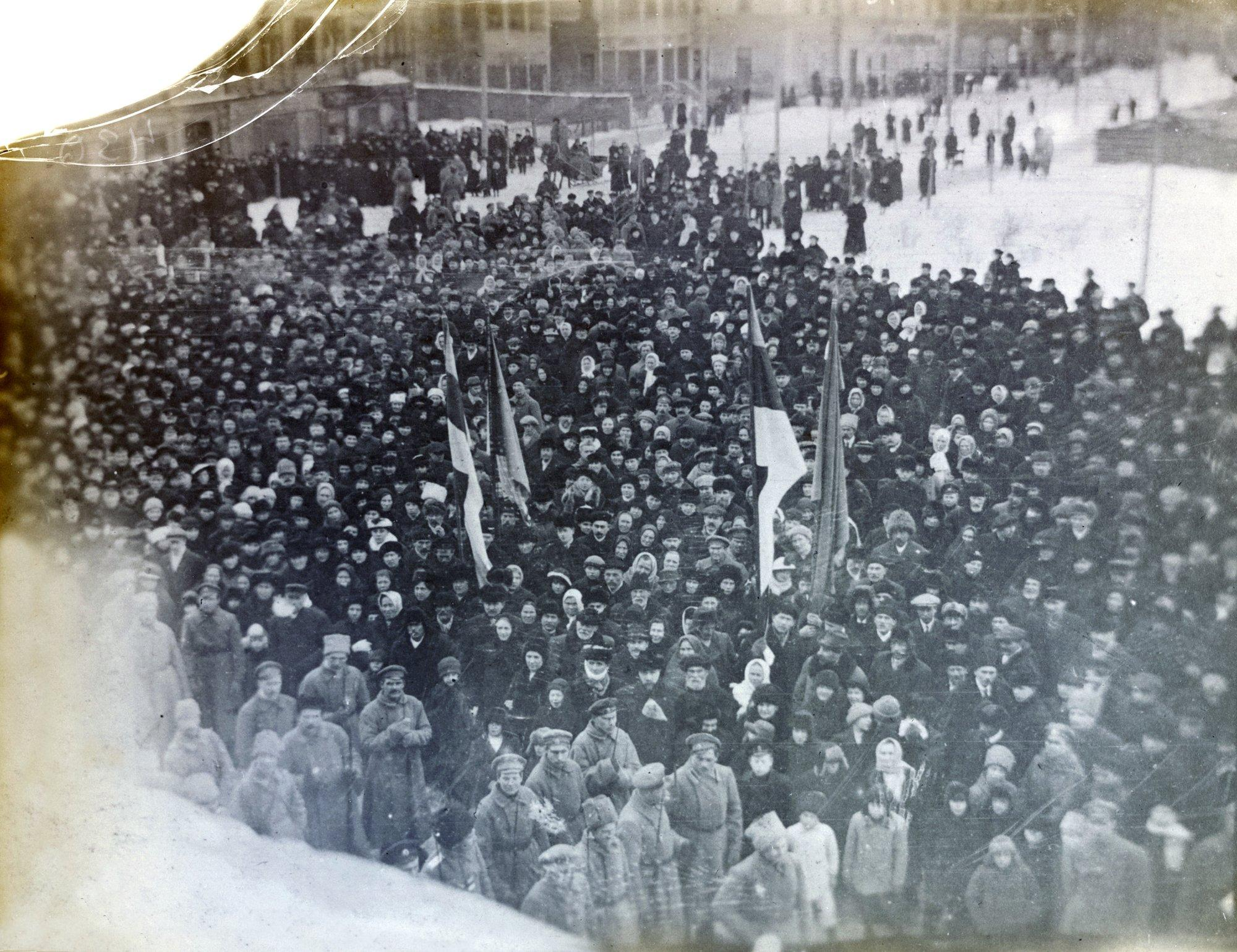
Declaración de independencia en Pärnu el 23 de febrero de 1918

Tras la derrota de Alemania en la Primera Guerra Mundial y la queda del Ducado Unido del Báltico, comenzó la Guerra de Independencia de Estonia. En febrero de 1919, los estonios derrotaron al Ejército Rojo y en noviembre del mismo año a las tropas de mercenarios alemanes, instalandose el Gobierno provisional de la República de Estonia. El 2 de febrero de 1920, la joven RSFS de Rusia reconoció por el Tratado de Tartu la derrota militar y la independencia del país. Un año después, Estonia entró en la Sociedad de Naciones. En la década de 1930 Estonia pasó de una democracia parlamentaria a un régimen casi dictatorial en 1933. El Riigikogu (parlamento estonio) fue disuelto en 1934, y en 1937 se transformó en un sistema presidencialista-parlamentario, por lo que el país fue gobernado mediante decretos por Konstantin Päts, presidente desde 1938.
El Protocolo adicional secreto del Pacto Soviético-Alemán, firmado el 23 de agosto de 1939 por los cancilleres Mólotov y Ribbentrop, establecía que Estonia y sus dos vecinos bálticos, Letonia y Lituania (además de Finlandia), quedarían en la zona de influencia soviética. Al mismo tiempo, Tallin firmó un tratado de asistencia mutua con Moscú que incluía la instalación de bases navales soviéticas y la presencia de 25 000 soldados del Ejército Rojo en territorio estonio.
En junio de 1940, luego de dar un ultimátum y exigir el ingreso de tropas en territorio estonio, con motivo de una supuesta desaparición de soldados, Stalin depuso al gobierno de Tallin y lo sustituyó por miembros del Partido Comunista de Estonia, que asumió el poder tras unas elecciones celebradas en medio de la ocupación, sin garantías democráticas, ya que solo se permitieron candidaturas afines a los comunistas. El nuevo gobierno adoptó el nombre de República Socialista Soviética de Estonia y se incorporó a la URSS.
Estados Unidos, el Reino Unido y otros países occidentales consideraron esta anexión como un acto ilegal (siguiendo la doctrina Stimson), por lo que continuaron manteniendo relaciones diplomáticas con los representantes del gobierno de Estonia en el exilio, y no reconocieron a la RSS de Estonia como parte de la Unión Soviética. Este hecho fue utilizado como base para las posteriores reclamaciones de independencia en los últimos años de la URSS.
Cuando comenzó la Operación Barbarroja contra la URSS, se alistaron cerca de 34 000 jóvenes estonios en el Ejército Rojo. Menos del 30 % de ellos sobrevivieron a la guerra. Centenares de presos políticos, que las autoridades soviéticas no pudieron evacuar debido al colapso del sistema ferroviario, fueron ejecutados.
Entre 1941 y 1944 se sucedió la ocupación de Estonia por la Alemania Nazi. La mayoría estonia vio a los alemanes como libertadores que les sacarían de la órbita soviética. Los alemanes cuando todo fraguara y acabara la guerra restaurarían su independencia, otorgándoles así este grado de autonomía perdido y arrebatado por los soviéticos. Los Estados bálticos fueron incorporados por el momento a la provincia alemana de Ostland y gobernados directamente por Berlín, cambiando la moneda local e introduciendo por el momento el marco alemán para mayor sostenibilidad económica en tiempos de guerra.
Muchos estonios se alistaron como voluntarios en Finlandia, formando el Regimiento 200 AKA de infantería del Ejército finlandés (en estonio: soomepoisid, ‘los chicos de Finlandia’) en la lucha que los finlandeses y alemanes mantenían contra los soviéticos. En 1944 Finlandia salió de la guerra y los soldados del Regimiento 200 volvieron a Estonia para continuar la lucha contra el comunismo, de los cuales muchos se alistaron para las fuerzas armadas alemanas (incluyendo las Waffen-SS). Tras la batalla de Narva, las fuerzas soviéticas volvieron a ocupar Estonia en el otoño de 1944. Ante la inminente ocupación, 10 000 estonios deciden huir junto con los alemanes hacia Finlandia y Suecia.

### Etapa soviética
El régimen soviético implantó la industrialización y la colectivización forzada del campo. La minoría alemana fue expulsada, al igual que la sueca. Unos 80 000 estonios emigraron a Occidente y alrededor de 20 000 fueron deportados entre los años 1945 y 1946.
La colonización rusa, sumada a los estragos demográficos de la guerra, alteró la composición étnica tradicional de la población. La tercera ola de deportaciones en masa tuvo lugar en 1949, cuando se calcula que fueron enviados a Siberia otros 40 000 estonios, en su mayoría productores que se resistían a la colectivización forzada impuesta por las autoridades. La mitad de los deportados murieron, mientras que la otra mitad no pudo volver hasta los años 60. Esta situación dio origen a la formación de una guerrilla en la década de 1950 contra las autoridades soviéticas en Estonia, los «hermanos del bosque», compuesta principalmente por veteranos estonios y finlandeses, así como por algunos civiles.

Bandera de la República Socialista Soviética de Estonia

Otro aspecto del régimen soviético fue la militarización. La mayor parte de la costa y todas las islas fueron declaradas «zonas fronterizas», y el acceso a los no residentes quedó supeditado a la obtención de un salvoconducto. Una importante instalación militar era la ciudad de Paldiski, que en 1962 se convirtió en un centro de entrenamiento de submarinos nucleares de la Marina Soviética. Con sus dos reactores nucleares basados en tierra, y sus 16 000 personas empleadas, era la mayor instalación de su clase de toda la Unión Soviética. También se desarrolló la rusificación de Estonia: durante los 45 años de ocupación, aproximadamente medio millón de rusoparlantes fueron trasladados a Estonia por la administración para implantar la industrialización y la militarización. En este marco, durante la celebración de los Juegos Olímpicos de Moscú 1980 hubo en la ciudad de Tallin (donde tenían lugar las regatas) protestas en contra de la política migratoria de la Unión Soviética.
En lo económico, la dominación soviética repercutió negativamente en el crecimiento económico de Estonia, siendo casi nulo en comparación con otras economías de su entorno, como la finlandesa o la sueca, con las que Estonia estaba a la par antes del comienzo de la II Guerra Mundial.
Al amparo de la Perestroika, las manifestaciones nacionalistas se multiplicaron a partir de 1986, impulsadas por el grupo de defensa de los derechos humanos Carta 1987. El Frente Popular de Estonia, creado el 1 de octubre de 1988, canalizó las aspiraciones nacionalistas y triunfó en las elecciones para el Congreso de los Diputados del Pueblo de la Unión Soviética (26 de marzo de 1989), y el estonio reemplazó al ruso como idioma oficial.
En agosto de 1989, unos dos millones de estonios, letones y lituanos formaron, en la mayor manifestación de la Revolución Cantada, una cadena humana de más de 560 km, desde Tallin hasta Vilna, para exigir la independencia de los Estados bálticos. Moscú aceptó la autonomía económica de la república el 27 de noviembre.

### Independencia
Una convención de representantes estonios aprobó en febrero de 1990 la Declaración de Independencia con base en el Tratado de Tartu. El FPE y otros grupos nacionalistas conquistaron una amplia mayoría del parlamento en las elecciones de mayo de 1990. El líder nacionalista moderado Edgar Savisaar presidió el primer gobierno surgido de elecciones desde 1940. El 8 de mayo se readoptó el nombre de «República de Estonia» y se proclamó la restauración de la independencia, aplazada y declarada ilegal por Moscú, pero ratificada en referéndum en marzo de 1991. Después de los sucesos de agosto de 1991 en la Unión Soviética, el parlamento volvió a proclamar la independencia el 20 de agosto bajo la amenaza de los tanques soviéticos. La independencia fue reconocida en primer lugar por Islandia y pronto siguieron los países de la Comunidad Europea y los Estados Unidos. Fue aceptada por la Unión Soviética el 6 de septiembre de 1991. Estonia ingresó en la ONU y la CSCE y estableció la corona como unidad monetaria.
En enero de 1992, Savisaar y su gobierno renunciaron ante el aumento de las críticas a su política económica. El parlamento designó entonces al exministro de Transportes, Tiit Vahi, como nuevo presidente. Estonia tuvo que racionar el consumo de alimentos y combustibles, dado que Rusia aplicó restricciones y elevó el precio de sus productos.
El 20 de junio de 1992, un referéndum ratificó la Ley Fundamental (basada en la de 1938). En septiembre fue elegido el Riigikogu (Parlamento estonio). El 5 de octubre, Lennart Meri fue elegido presidente de Estonia al frente de una coalición. Dos días más tarde entró en vigencia la nueva Constitución.

En junio de 1993 se produjo un serio conflicto al aprobarse un riguroso estatuto nacionalista, que restringía los derechos civiles de la minoría rusa (30 % del total). Rusia reaccionó cortando el suministro de petróleo, y el Parlamento enmendó los artículos más polémicos (8 de julio). Las tropas rusas terminaron de evacuar el país el 31 de agosto de 1994.

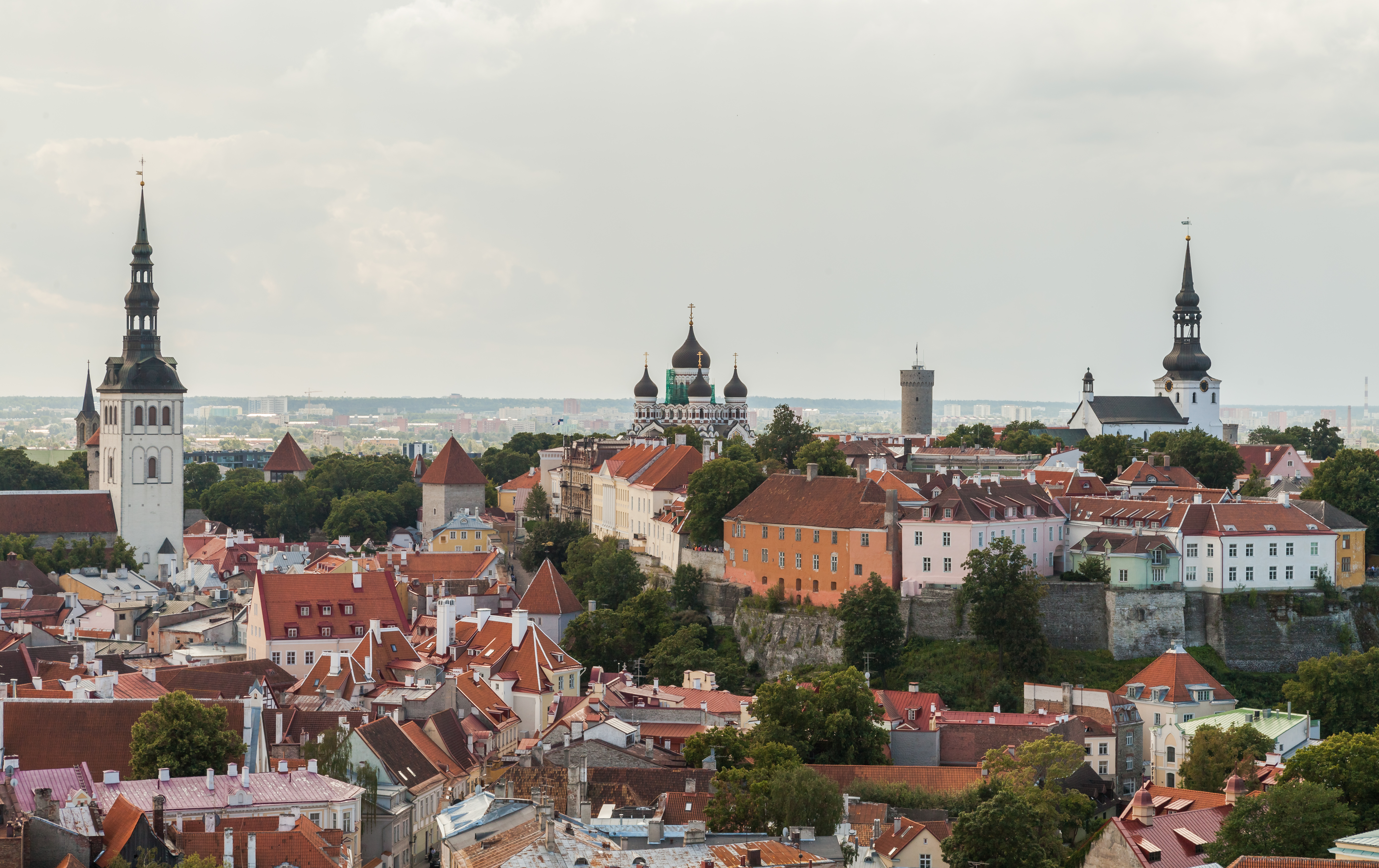
Tallin en 2012

La coalición que había dirigido Estonia desde la salida de la ex Unión Soviética fue derrotada en las elecciones de marzo de 1995. El nuevo primer ministro, Tiit Vahi, provocó una polémica por el número de excomunistas en su gobierno. En octubre su gabinete debió renunciar por acusaciones de corrupción contra el ministro del Interior. Se formó un nuevo gobierno con miembros del Partido de la Reforma (PR).
Mart Laar fue designado primer ministro en marzo de 1999. Una vez superados los problemas con la minoría rusa, Estonia y Rusia firmaron en abril de 2001 un acuerdo bilateral de comercio y cooperación económica. Alegando traición del PR al otorgarle este partido la alcaldía de Tallin a la oposición, Laar renunció a su cargo en enero de 2002. Durante su gestión, Estonia, además de ser la exrepública soviética con economía más sólida, comenzó las gestiones para ingresar en la Unión Europea.
En 2003 se celebró un plebiscito en el que el 66,9 % de los votantes se pronunció a favor del ingreso en la Unión Europea.
Los presidentes de Estonia y Chipre firmaron en enero de 2004 dos acuerdos de cooperación, uno sobre educación y cultura, y otro con el fin de combatir el crimen organizado. Esto fue interpretado por analistas internacionales como una nueva era en las relaciones de Estonia con los países del Mediterráneo. Estonia entró en la OTAN el 29 de marzo de 2004, y el 1 de mayo de 2004 ingresó, junto con otros nueve países, como miembro pleno en la Unión Europea, extendiéndose a 25 la cantidad total de miembros de la Unión. 
Tras una votación de confianza contra el ministro de Justicia, debido a cuestionamientos en el manejo del programa anticorrupción, el primer ministro Parts dimitió en marzo de 2005. En abril, fue nombrado premier Andrus Ansip, del centro derechista Partido Reformista Estonio.
El 9 de mayo de 2006, día de Europa, el Parlamento estonio ratificó el Tratado Constitucional Europeo por 73 votos contra 1. De esta forma, el país se convirtió en el decimoquinto Estado miembro en ratificar la Constitución Europea. Una semana después, Estonia se retiró voluntariamente de su carrera por ingresar en 2007 en la zona euro a causa de los altos niveles de inflación. Estonia adoptó el euro el 1 de enero de 2011.

## Gobierno y política

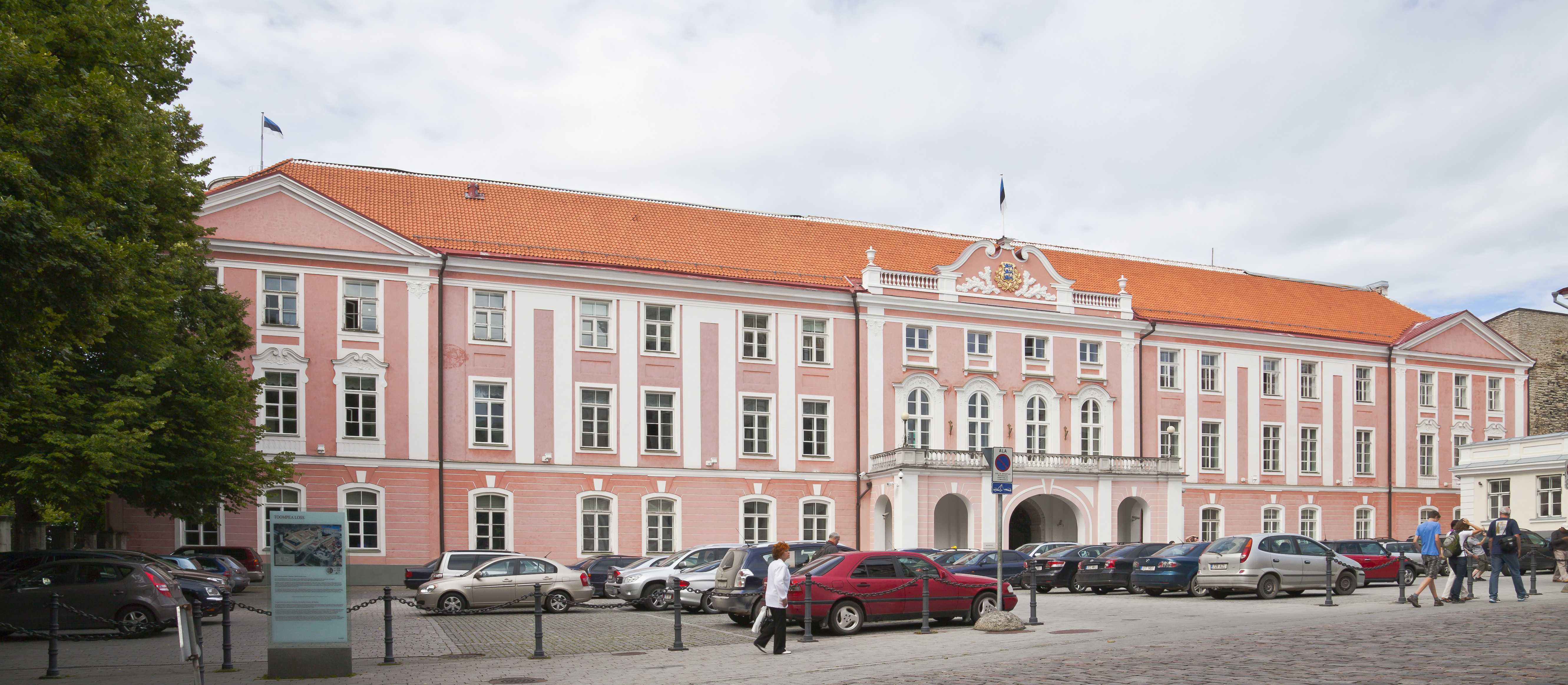
Sede del Parlamento de Estonia en el Castillo de Toompea

Estonia se rige por el sistema republicano de gobierno, con un presidente elegido por cinco años por el parlamento unicameral. El gobierno o poder ejecutivo es ejercido por el primer ministro, designado por el presidente, junto con otros 14 ministros con cartera.
El Poder Legislativo lo ejerce el Riigikogu o Asamblea de Estado, compuesto por 101 miembros elegidos en base al sistema proporcional. Los diputados son elegidos por un período de cuatro años. Por su parte, el Poder Judicial está compuesto por tribunales de primera y segunda instancia, encima de los cuales se encuentra la Riigikohus o Corte Nacional, con 19 miembros vitalicios elegidos por el Parlamento a propuesta del Presidente.
Estonia se ha convertido en uno de los primeros países con voto electrónico, tanto para las elecciones presidenciales como para las parlamentarias.

### Legislación

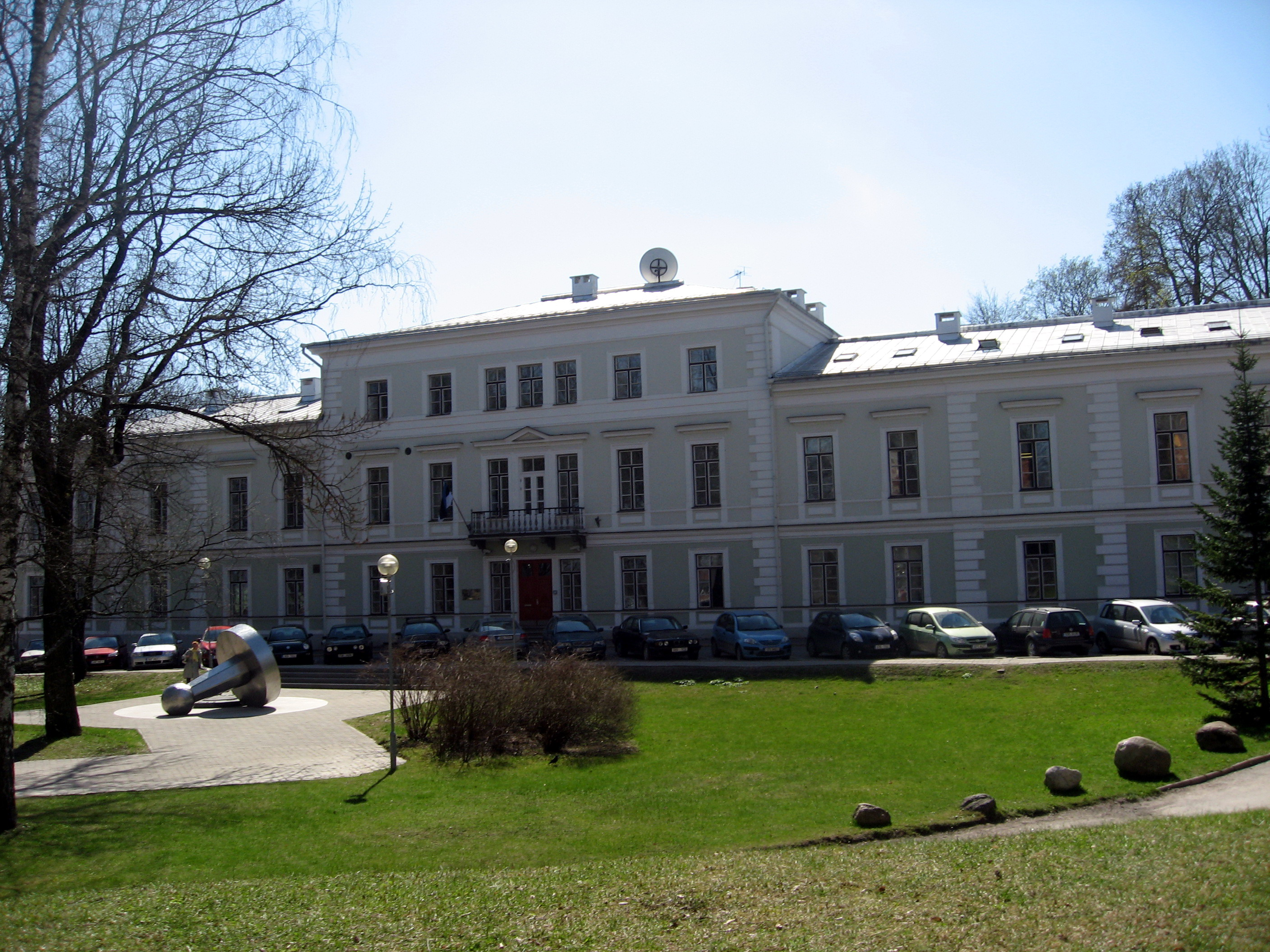
Edificio del Tribunal Supremo de Estonia en Tartu

La Constitución de Estonia es la ley fundamental, que establece el orden constitucional basado en cinco principios: la dignidad humana, la democracia, el estado de derecho, el estado social y la identidad estonia. Estonia tiene un sistema jurídico de derecho civil basado en el modelo jurídico germánico. El sistema judicial tiene una estructura de tres niveles. La primera instancia son los tribunales de condado, que se encargan de todos los casos penales y civiles, y los tribunales administrativos, que atienden las quejas sobre el gobierno y los funcionarios locales, y otros conflictos públicos. La segunda instancia son los tribunales de distrito, que se encargan de las apelaciones sobre las decisiones de primera instancia.
El Tribunal Supremo es el tribunal de casación, y también lleva a cabo la revisión constitucional, está compuesto por 19 miembros. El poder judicial es independiente, los jueces son nombrados de por vida, y solo pueden ser destituidos cuando son condenados por un tribunal por un hecho delictivo. El sistema judicial estonio ha sido calificado como uno de los más eficientes de la Unión Europea por el Cuadro de Indicadores de Justicia de la UE.

### Derechos humanos
En materia de derechos humanos, respecto a la pertenencia a los siete organismos de la Carta Internacional de Derechos Humanos, que incluyen al Comité de Derechos Humanos (HRC), Estonia ha firmado o ratificado:
| Estonia | Tratados internacionales | Tratados internacionales | Tratados internacionales | Tratados internacionales | Tratados internacionales  | Tratados internacionales | Tratados internacionales | Tratados internacionales | Tratados internacionales  | Tratados internacionales | Tratados internacionales | Tratados internacionales | Tratados internacionales  | Tratados internacionales  | Tratados internacionales | Tratados internacionales  | Tratados internacionales    | Tratados internacionales  |
| --- | --- | ------------------------ | --- | --- | ------------------------- | --- | ------------------------ | --- | ------------------------- | --- | ------------------------ | --- | ------------------------- | ------------------------- | ------------------------ | ------------------------- | --------------------------- | ------------------------- |
| Estonia | CESCR | CESCR                    | CCPR | CCPR | CCPR                      | CERD | CED                      | CEDAW | CEDAW                     | CAT | CAT                      | CRC | CRC                       | CRC                       | CRC                      | MWC                       | CRPD                        | CRPD                      |
| Estonia | CESCR | CESCR-OP                 | CCPR | CCPR-OP1 | CCPR-OP2-DP               | CERD | CED                      | CEDAW | CEDAW-OP                  | CAT | CAT-OP                   | CRC | CRC-OP-AC                 | CRC-OP-SC                 | CRC-OP-CP                | MWC                       | CRPD                        | CRPD-OP                   |
| Pertenencia | Estonia ha reconocido la competencia de recibir y procesar comunicaciones individuales por parte de los órganos competentes. | Sin información.         | Estonia ha reconocido la competencia de recibir y procesar comunicaciones individuales por parte de los órganos competentes. | Estonia ha reconocido la competencia de recibir y procesar comunicaciones individuales por parte de los órganos competentes. | Ni firmado ni ratificado. | Estonia ha reconocido la competencia de recibir y procesar comunicaciones individuales por parte de los órganos competentes. | Sin información.         | Estonia ha reconocido la competencia de recibir y procesar comunicaciones individuales por parte de los órganos competentes. | Ni firmado ni ratificado. | Estonia ha reconocido la competencia de recibir y procesar comunicaciones individuales por parte de los órganos competentes. | Sin información.         | Estonia ha reconocido la competencia de recibir y procesar comunicaciones individuales por parte de los órganos competentes. | Ni firmado ni ratificado. | Ni firmado ni ratificado. | Sin información.         | Ni firmado ni ratificado. | Firmado pero no ratificado. | Ni firmado ni ratificado. |
| Firmado y ratificado, firmado, pero no ratificado, ni firmado ni ratificado, sin información, ha accedido a firmar y ratificar el órgano en cuestión, pero también reconoce la competencia de recibir y procesar comunicaciones individuales por parte de los órganos competentes. | |                          | | |                           | |                          | |                           | |                          | |                           |                           |                          |                           |                             |                           |

### Relaciones exteriores

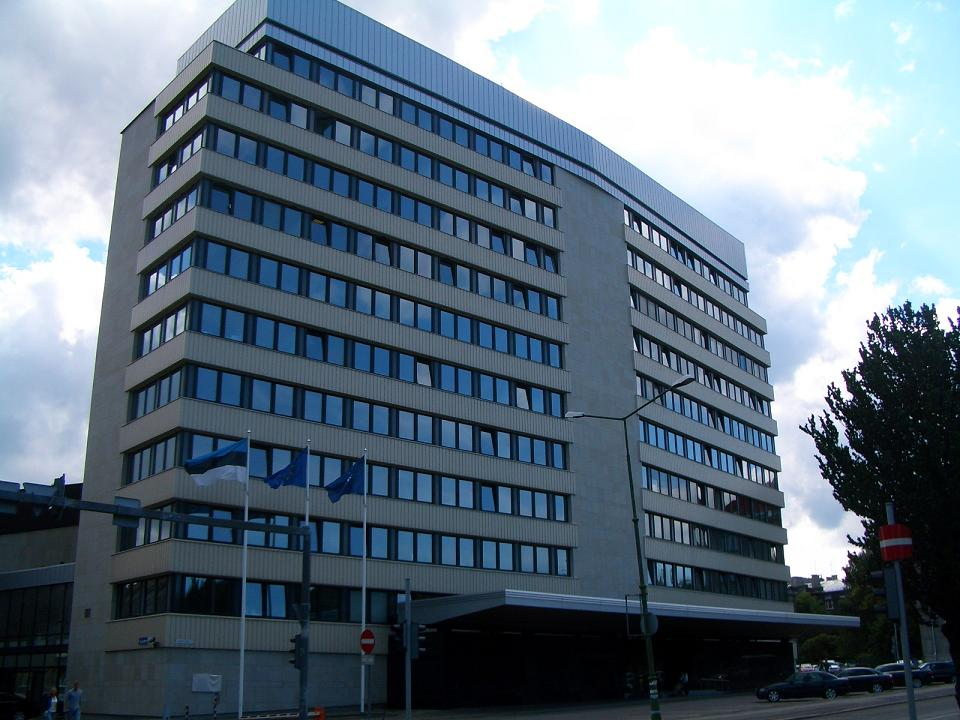
Edificio sede del Ministerio de Relaciones Exteriores de Estonia

Estonia fue miembro de la Sociedad de Naciones desde el 22 de septiembre de 1921, y se convirtió en miembro de las Naciones Unidas el 17 de septiembre de 1991. Desde el restablecimiento de la independencia, Estonia ha mantenido estrechas relaciones con los países occidentales, y es miembro de la OTAN desde el 29 de marzo de 2004, así como de la Unión Europea desde el 1 de mayo de 2004. En 2007, Estonia se adhirió al espacio Schengen, y en 2011 a la eurozona. La Agencia de la Unión Europea para sistemas informáticos a gran escala tiene su sede en Tallin, que comenzó a funcionar a finales de 2012. Estonia ocupó la Presidencia del Consejo de la Unión Europea en el segundo semestre de 2017.
Desde principios de la década de 1990, Estonia ha participado en una activa cooperación trilateral de los Estados bálticos con Letonia y Lituania, y en la cooperación nórdico-báltica con los países nórdicos. El Consejo Báltico es el foro conjunto de la Asamblea Báltica interparlamentaria y el Consejo de Ministros Báltico intergubernamental. Estonia ha establecido una estrecha relación con los países nórdicos, especialmente con Finlandia y Suecia, y es miembro de los Ocho Nórdicos-Bálticos (NB-8) que unen a los países nórdicos y bálticos. Entre los proyectos conjuntos nórdico-bálticos se encuentran el programa de educación Nordplus y los programas de movilidad para las empresas y la industria y para la administración pública. El Consejo de Ministros Nórdico tiene una oficina en Tallin con filiales en Tartu y Narva. Los Estados bálticos son miembros del Banco Nórdico de Inversiones, el Grupo de Batalla Nórdico de la Unión Europea, y en 2011 fueron invitados a cooperar con NORDEFCO en determinadas actividades.

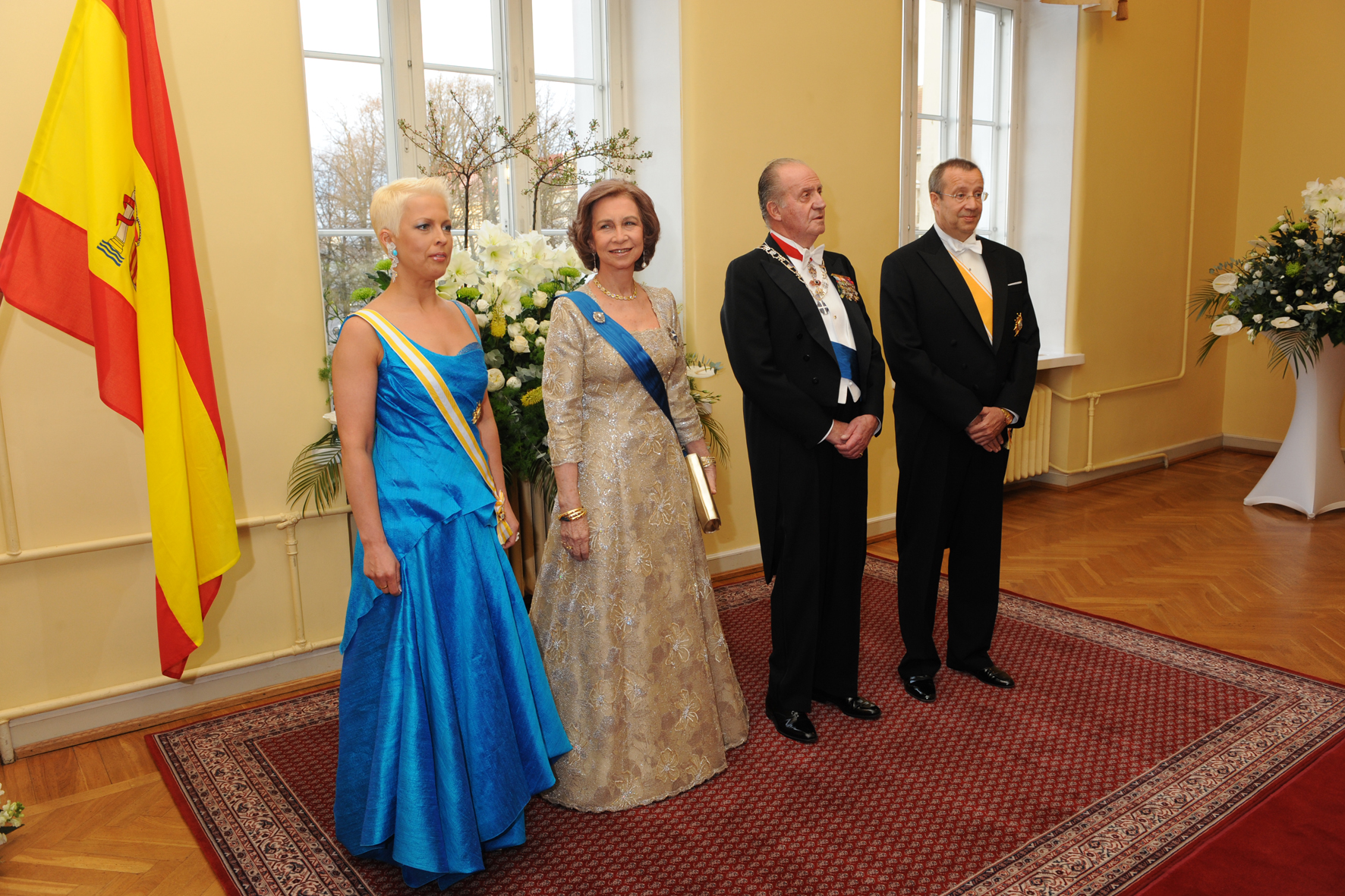
Visita de los Reyes de España a Estonia en 2009

El inicio del intento de redefinir a Estonia como "nórdica" se vio en diciembre de 1999, cuando el entonces ministro de Asuntos Exteriores estonio (y presidente de Estonia desde 2006 hasta 2016), Toomas Hendrik Ilves, pronunció un discurso titulado "Estonia como país nórdico" ante el Instituto Sueco de Asuntos Internacionales, cuyo posible cálculo político era el deseo de distinguir a Estonia de sus vecinos del sur, que progresan más lentamente, lo que podría haber pospuesto la participación temprana de Estonia en la ampliación de la Unión Europea. Andres Kasekamp argumentó en 2005 que la relevancia de los debates sobre la identidad en los países bálticos disminuyó con su entrada conjunta en la UE y la OTAN, pero predijo que, en el futuro, el atractivo de la identidad nórdica en los países bálticos aumentará y, finalmente, cinco países nórdicos más tres bálticos se convertirán en una sola unidad.
Otras organizaciones internacionales a las que pertenece Estonia son la OCDE, la OSCE, la OMC, el FMI, el Consejo de los Estados del Mar Báltico, y el 7 de junio de 2019 fue elegido miembro no permanente del Consejo de Seguridad de las Naciones Unidas para un mandato que comienza el 1 de enero de 2020.
Las relaciones con Rusia siguen siendo generalmente frías, aunque existe cierta cooperación práctica.
En 2022, los aviones rusos fueron objeto de una prohibición del espacio aéreo como sanción por haber invadido Ucrania. Esta medida también fue realizada por varias otras naciones.

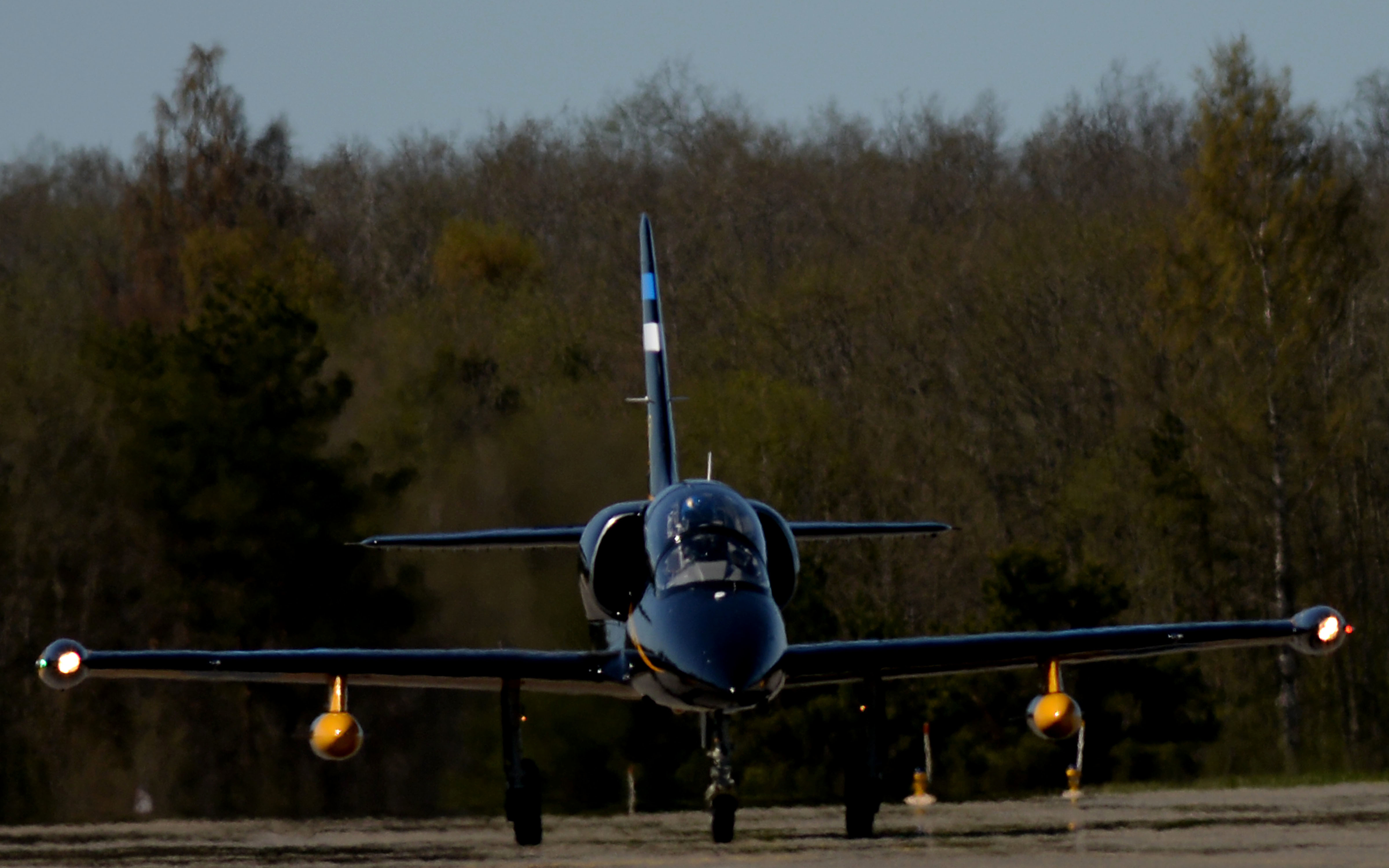
Un Aero L-39 estonio en los ejercicios " Tormenta de Primavera " en la base aérea de Amari

### Defensa
Las Fuerzas de Defensa estonias están compuestas por fuerzas terrestres, navales y aéreas. El actual servicio militar nacional es obligatorio para los hombres sanos de entre 18 y 28 años, y los reclutas cumplen turnos de 8 u 11 meses, dependiendo de su educación y del puesto que les proporcionen las Fuerzas de Defensa. El tamaño de las Fuerzas de Defensa estonias en tiempos de paz es de unas 6.000 personas, de las cuales la mitad son reclutas. El tamaño previsto de las Fuerzas de Defensa en tiempo de guerra es de 60.000 personas, incluyendo 21.000 personas en la reserva de alta disponibilidad. Desde 2015 el presupuesto de defensa estonio ha sido superior al 2% del PIB, cumpliendo con su obligación de gasto en defensa de la OTAN.
La Liga de Defensa de Estonia es una organización de defensa nacional voluntaria bajo la dirección del Ministerio de Defensa. Está organizada sobre la base de principios militares, dispone de su propio equipo militar y ofrece a sus miembros diversos tipos de formación militar, incluso en tácticas de guerrilla. La Liga de Defensa cuenta con 16 000 miembros y otros 10 000 voluntarios en sus organizaciones afiliadas.
Estonia coopera con Letonia y Lituania en varias iniciativas trilaterales de cooperación en materia de defensa en el Báltico. Como parte de la Red de Vigilancia Aérea del Báltico (BALTNET), los tres países gestionan el centro de control del espacio aéreo del Báltico, el Batallón Báltico (BALTBAT) ha participado en la Fuerza de Respuesta de la OTAN, y en Tartu se encuentra una institución educativa militar conjunta, la Escuela de Defensa del Báltico.

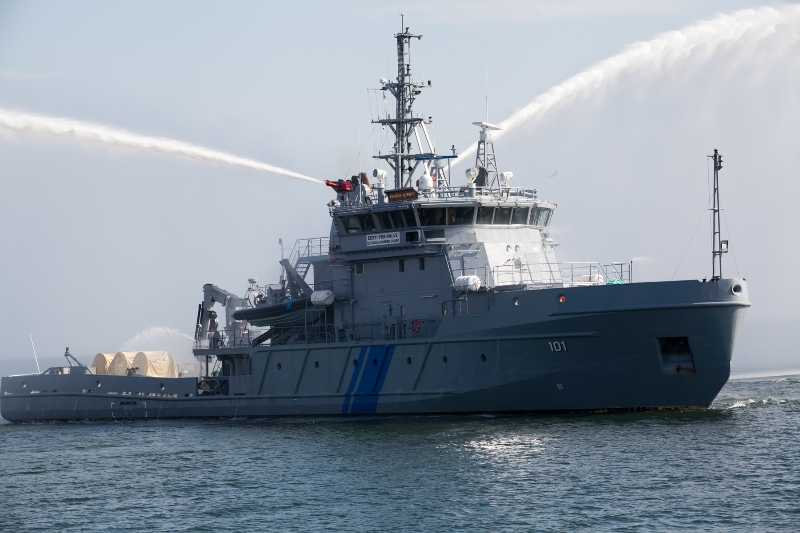
Buque PVL-101 "KindralKurvits"

Estonia entró en la OTAN en 2004. El Centro de Excelencia de Ciberdefensa Cooperativa de la OTAN se estableció en Tallin en 2008. En respuesta a las operaciones militares rusas en Ucrania, desde 2017 el grupo de combate del batallón de Presencia Avanzada de la OTAN tiene su base en la Base del Ejército de Tapa. También, parte del despliegue de la Policía Aérea Báltica de la OTAN tiene su base en la Base Aérea de Ämari desde 2014. En la Unión Europea, Estonia participa en el Grupo de Combate Nórdico y en la Cooperación Estructurada Permanente. Desde marzo a diciembre de 2023 España desplegó una Unidad de Defensa Antiaérea NASAMS en la Base Aérea de Ämari, unidad procedente del Mando de Canarias del Ejército de Tierra.
Desde 1995, Estonia ha participado en numerosas misiones internacionales de seguridad y mantenimiento de la paz, como: Afganistán, Irak, Líbano, Kosovo y Mali. El máximo de efectivos del despliegue estonio en Afganistán fue de 289 soldados en 2009. 11 soldados estonios han muerto en misiones de Afganistán e Irak.

## Organización político-administrativa
El país se encuentra dividido en 15 condados (en estonio: maakond, pl. maakonnad).

## Geografía

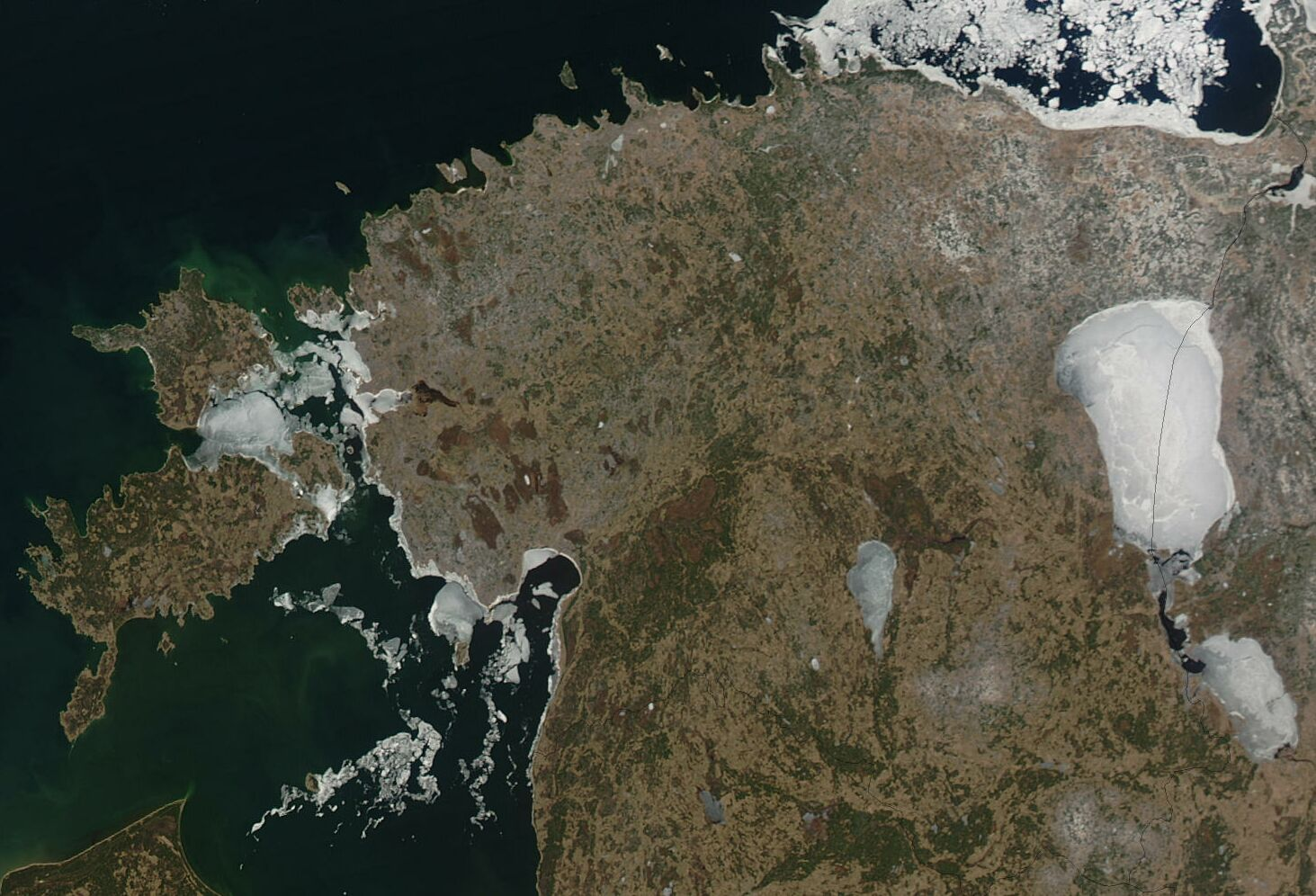
Imagen de satélite de Estonia en abril de 2004

El territorio de Estonia incluye una pequeña porción de tierra en la ribera meridional del golfo de Finlandia y más de 1500 islas del mar Báltico, entre las que destacan Saaremaa y Hiiumaa, situadas frente al golfo de Riga. Limita al norte con el golfo de Finlandia y al oeste con el mar Báltico. Al este, el lago Peipus y el río Narva constituyen la mayor parte de la frontera con Rusia; al sur limita con Letonia, cuya frontera no se basa en ningún accidente geográfico destacable.
Es mayor que muchos países europeos, como Dinamarca o Suiza. Su superficie es de 45 228 km², similar, por ejemplo, a la de los Países Bajos. Los depósitos de Pizarra bituminosa y de piedra caliza, así como los bosques que cubren el 47 % del territorio, desempeñan un papel clave en la economía del país, que es pobre en recursos. Dentro de la Estonia continental existen también dos unidades diferenciadas: una zona compuesta por bajas llanuras, situadas en la mitad occidental de la Estonia continental y en la franja costera del golfo de Finlandia, y otra algo más elevada situada en la mitad oriental. El litoral estonio es muy recortado y su longitud es de 3794 km, de los cuales 1242 km se encuentran en el continente y 2540 km se reparten entre las islas. La costa posee numerosas bahías, estrechos y ensenadas y es principalmente baja, exceptuando los acantilados del norte de Estonia y los acantilados de la Estonia occidental en la costa septentrional de las islas Saaremaa y Muhu.
Estonia es un país muy llano en el que abundan los humedales. Su máxima altura es el Suur Munamagi, de apenas 318 m. De su geografía destacan dos grandes lagos: el Vorts y el Peipus —el cuarto mayor de Europa—. El clima es continental-húmedo, con veranos templados e inviernos fríos. El influjo del Báltico modera la temperatura y aporta mucha humedad. La isla de Ruhnu en el centro del golfo de Riga es la única isla que no se encuentra dentro de la zona costera próxima a Estonia. Está situada a 70 km al sureste de Kuressaare. Posee una extensión de 11,9 km². Su altitud máxima la alcanza con la colina de Haubjerre 29 m s. n. m. La costa carece de la articulación característica del resto de las islas estonias. Las islas ocupan el 9,2 % de la superficie de Estonia y se caracterizan por ser predominantemente llanas y boscosas. Las mayores islas se ubican en las aguas occidentales, dentro del conocido como archipiélago estonio.

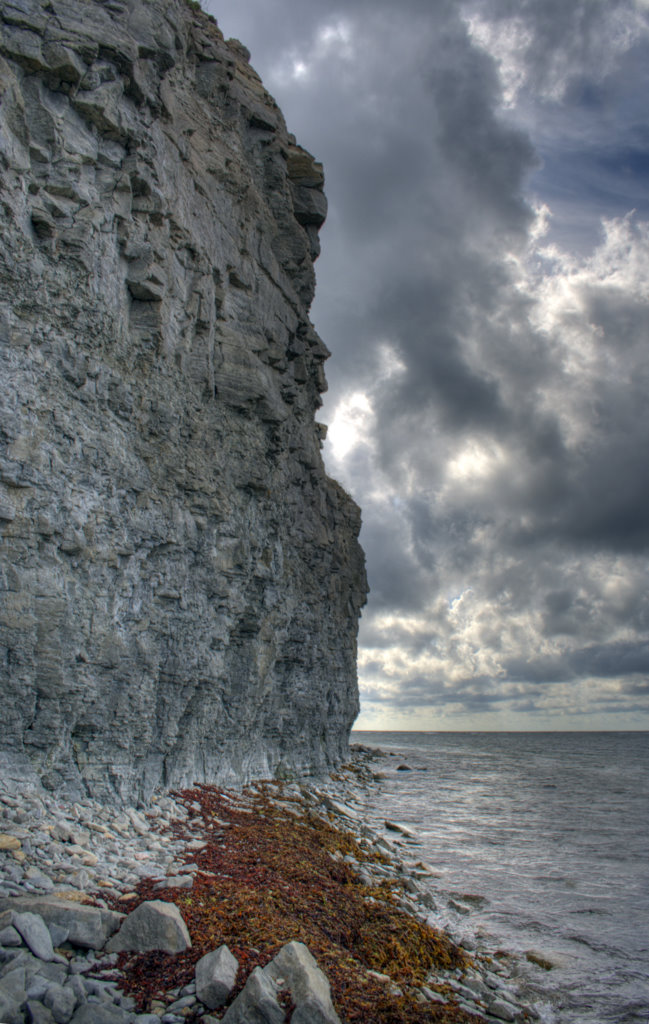
Acantilado de caliza de la costa septentrional.
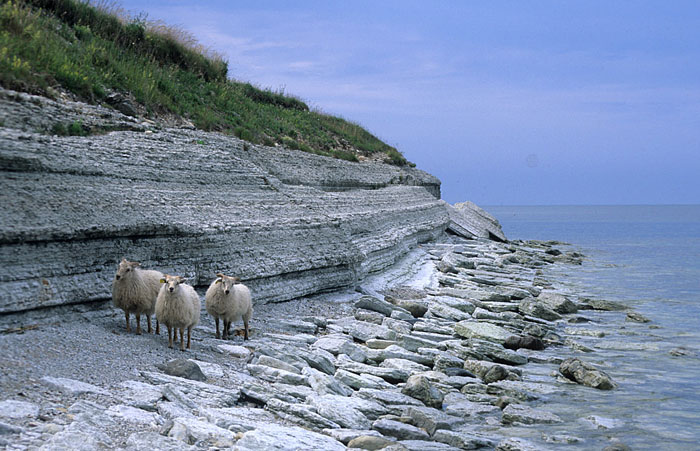
La isla de Osmussaar.
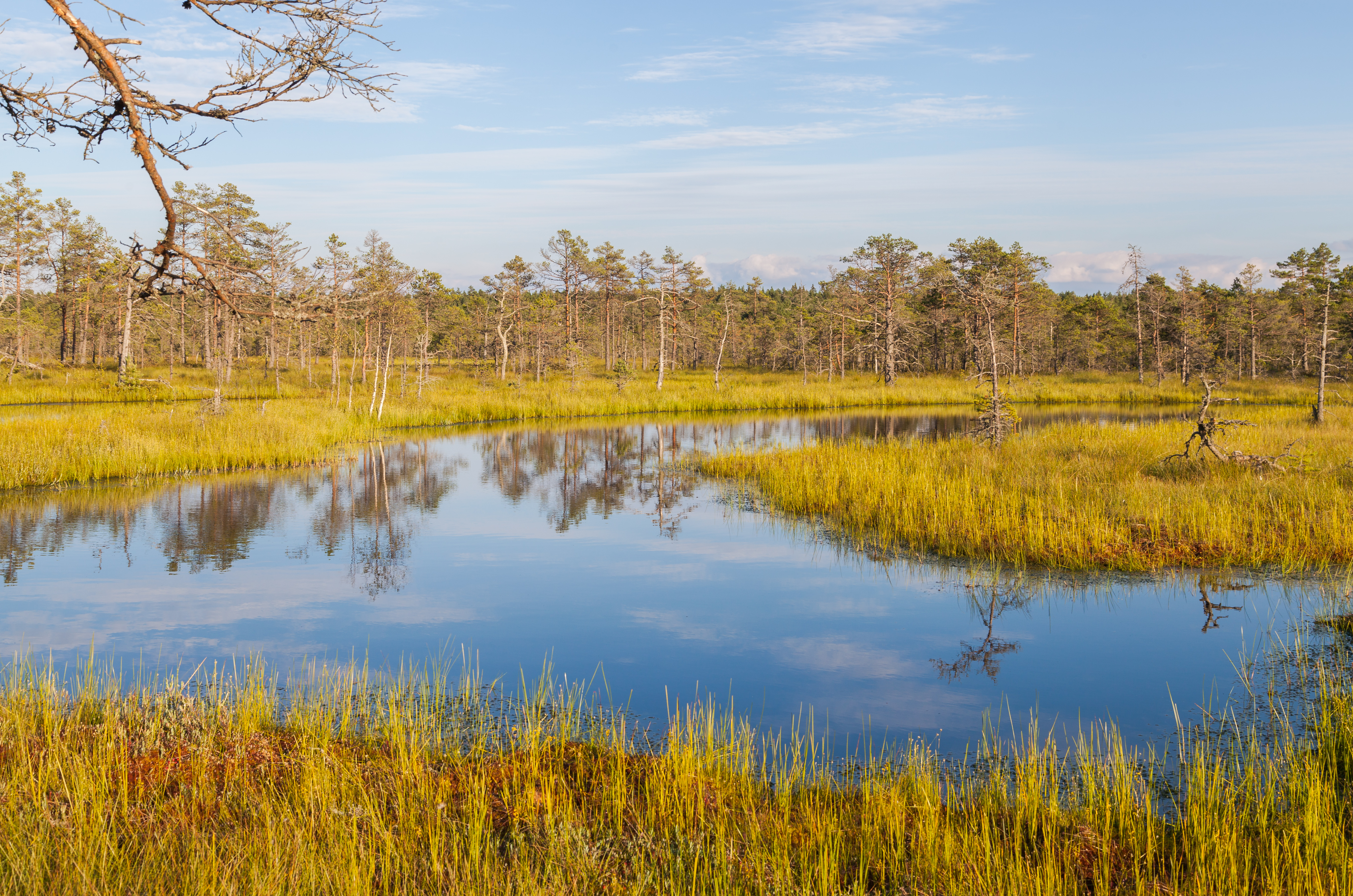
Viru Bog, Parque Nacional Lahemaa
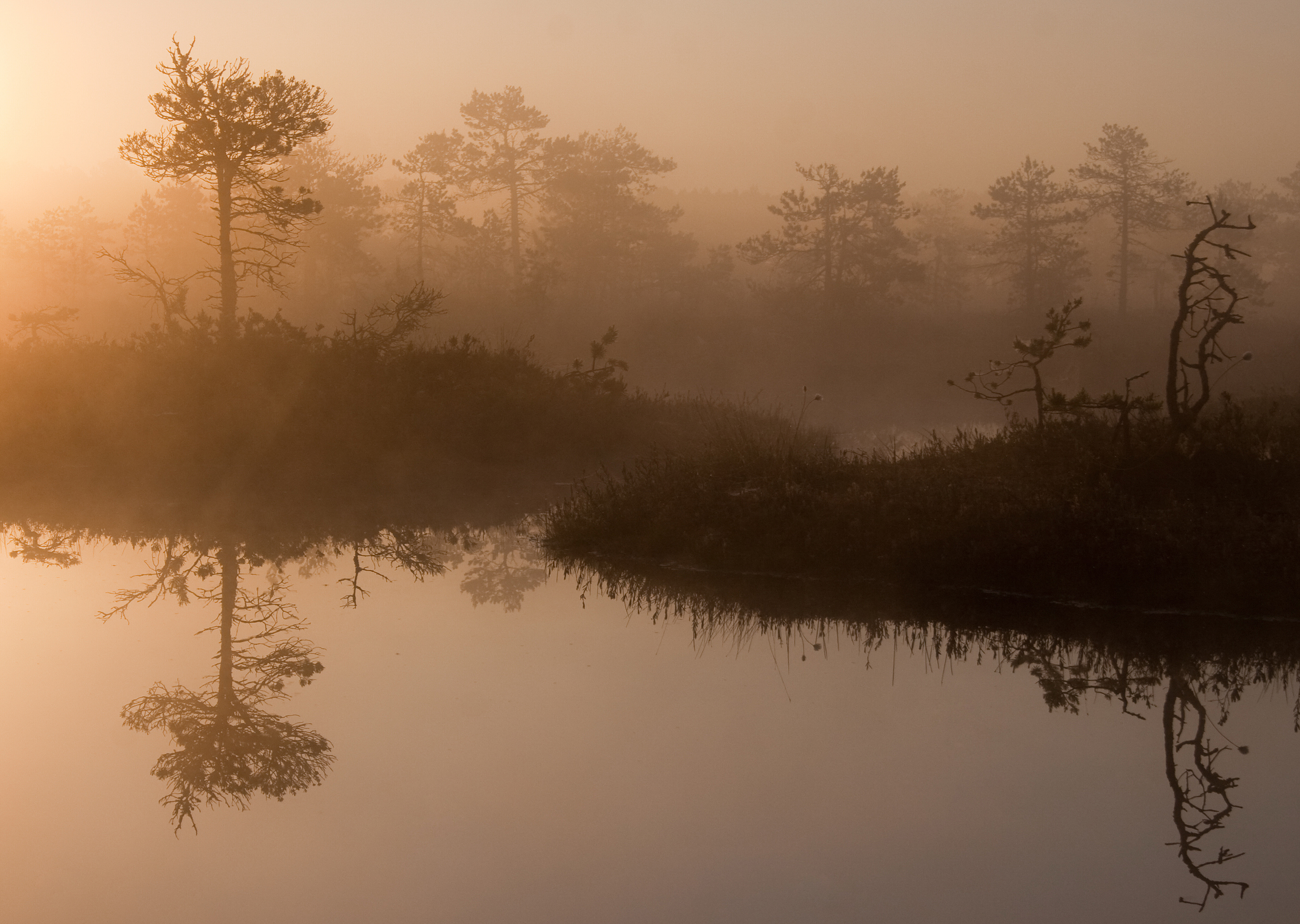
El 5,6 % del territorio de Estonia está cubierto de pantanos.
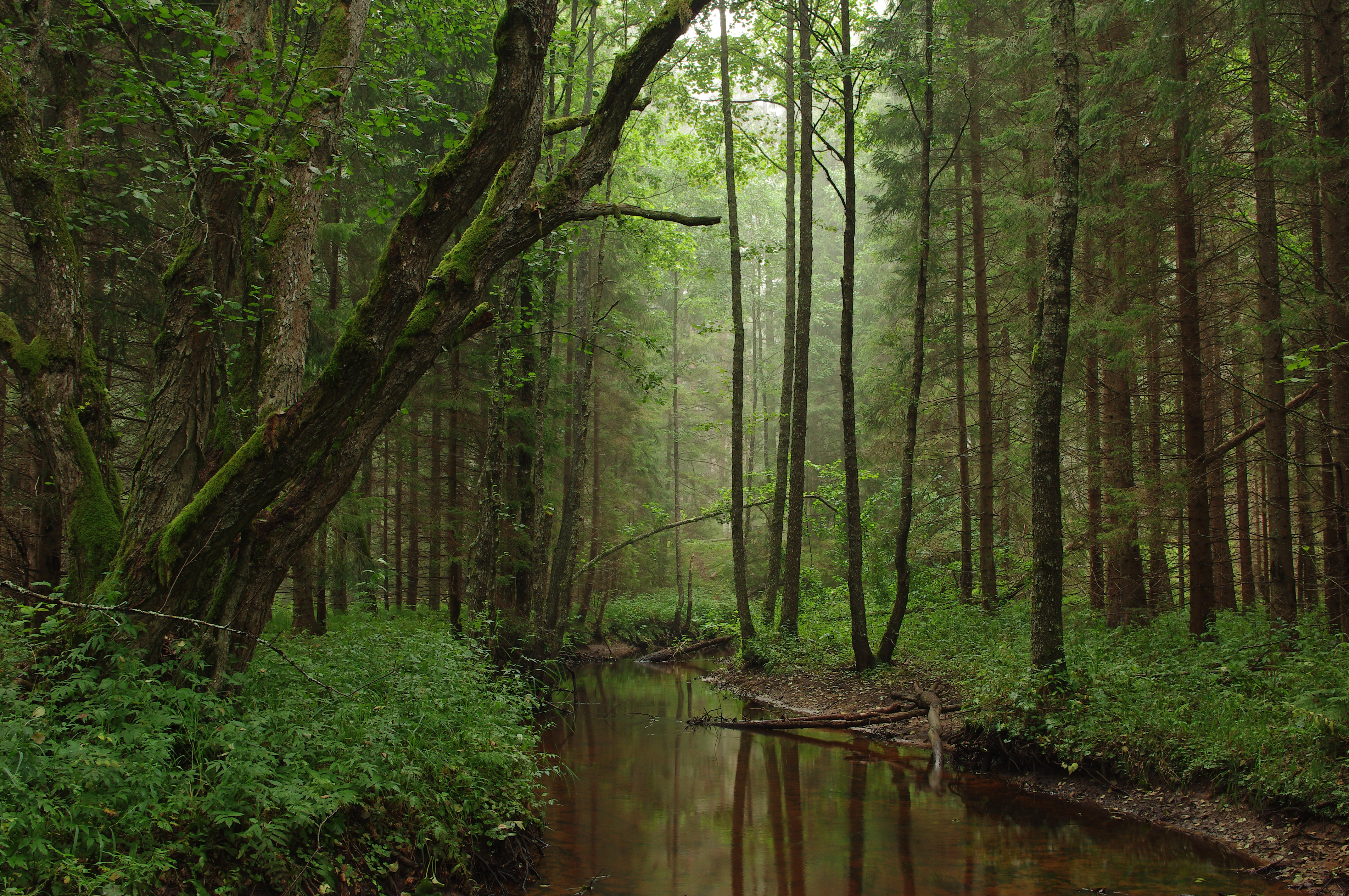
La mitad del país está cubierto por bosques.

### Hidrografía

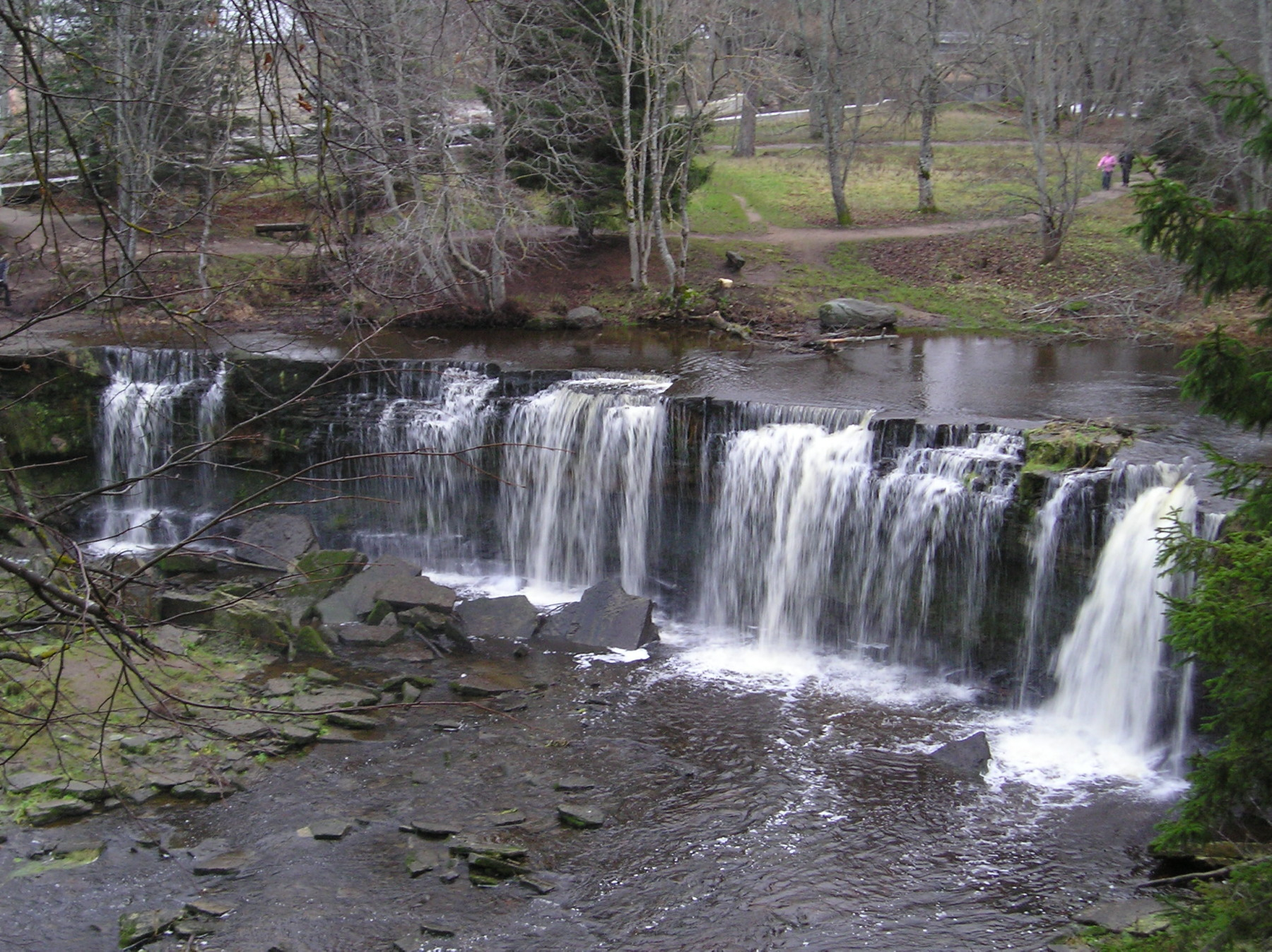
Cataratas de Keila

La hidrografía estonia viene determinada por el clima y el tipo de suelo.
El clima de tipo atlántico continental favorece que los ríos mantengan un régimen de alimentación pluvionival con un máximo de volumen en primavera y otro algo menor en otoño.
Debido a que las elevaciones estonias se hallan en la mitad oriental del país y lo recorren de norte a sur, los ríos se dividen entre los que toman dirección este-oeste, cuenca hidrográfica de la Estonia occidental, y los que toman dirección oeste-este, cuenca hidrográfica de la Estonia oriental. En el extremo sureste la cuenca de Koiva, que cubre una pequeña superficie, no sigue ninguna de las dos anteriores, sino que sus ríos fluyen hacia el sur. Las alturas de Pandivere constituyen un auténtico surtidor fluvial desde donde fluyen los principales ríos estonios.
Situadas de sur a norte, las principales cuencas hidrográficas de Estonia son en el oeste, las de Parnu, Matsalu y Harju. Y en el este, las de los lagos Võrtsjärv, Peipus y Viru.
- Cuenca hidrográfica de Pärnu, su principal río es el Pärnu y su afluente de este el Navesti, que desemboca en el golfo de Riga.
- Cuenca hidrográfica de Matsalu, su principal río es el Kasari que desemboca en el mar de Väinameri.
- Cuenca hidrográfica de Harju, sus principales ríos son el Javala y el Pirita que desembocan en el golfo de Finlandia.
- Cuenca hidrográfica de Viru, su principal río es el Narva que desemboca en el golfo de Finlandia.
- Cuenca hidrográfica del Peipus, su principal río es el Ema
- Cuenca hidrográfica del Võrtsjärv, su principal río es el Väike Ema o Väike Emajõgi.

Una característica definitoria de la hidrografía estonia es la abundancia de lagos, la mayoría situados al sureste del país. El número de lagos es superior a 1400 si se contabilizan los naturales y los pantanos, y suponen un 4,6% del territorio de Estonia. La mayoría son pequeños y poseen una superficie inferior a los 100 km², que solo dos lagos superan, el lago Peipus, al este, con 3555 km², compartido con Rusia, y el lago Võrtsjärv o Võrtsjärv en el centro, que con una superficie de 270 km² es el segundo mayor lago del país y el mayor que se encuentra dentro de las fronteras nacionales.

### Clima

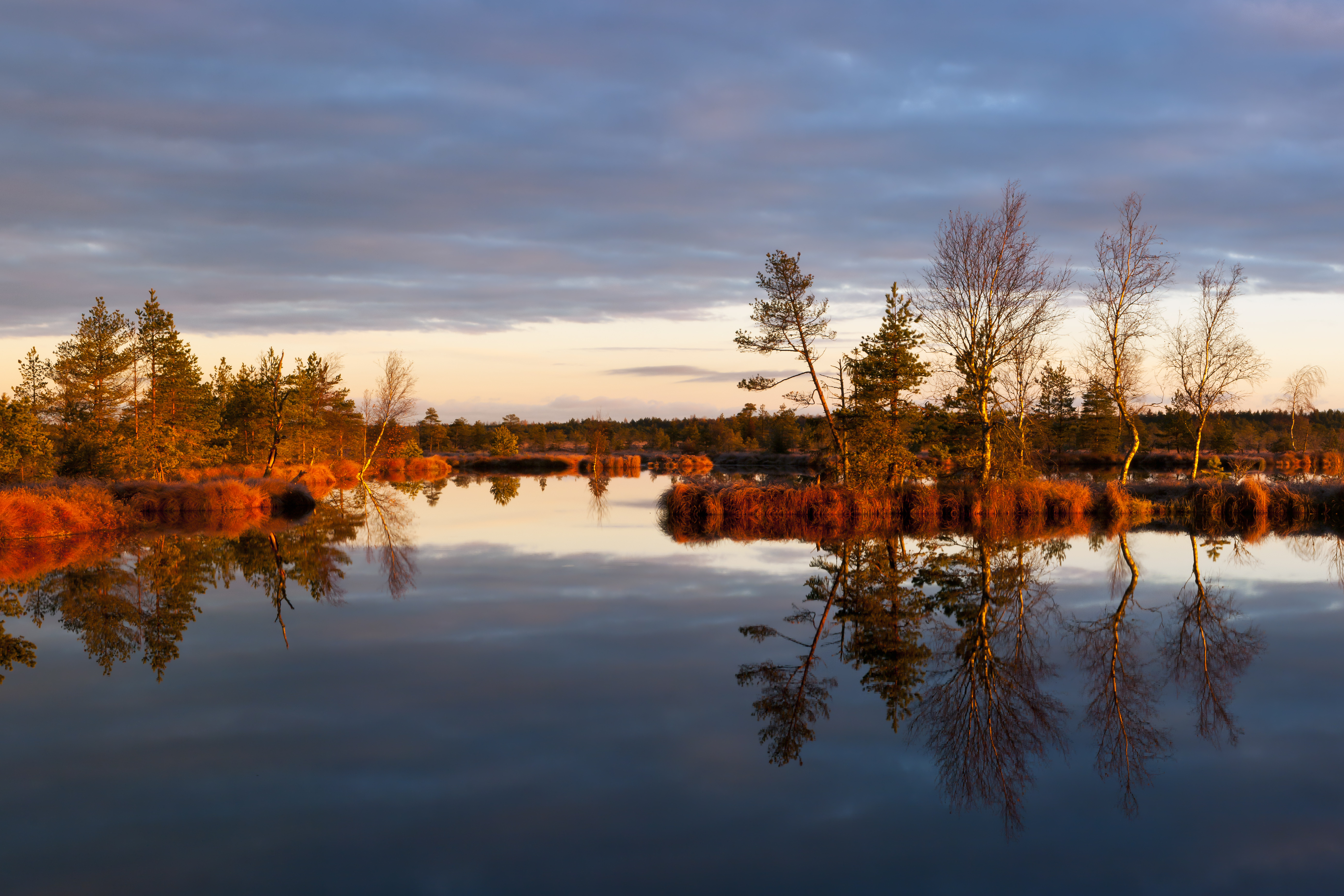
Parque natural Rabivere en el condado de Rapla

Estonia se halla en la parte septentrional de la zona templada y en la zona de transición entre el clima atlántico y el continental, por lo que tanto la influencia del océano Atlántico como la del continente euroasiático interactúan modificando el clima. La corriente cálida del Atlántico Norte, que afecta a los países nórdicos, también influye en Estonia.
Además, a nivel más local, la influencia del mar Báltico provoca diferencias significativas entre el clima costero y el clima interior. Estonia tiene un clima templado, con las cuatro estaciones del año bien diferenciadas y con la misma duración. La temperatura media anual de Estonia varía entre los 4,3 °C y los 6,5 °C.
Los factores que más influyen en la temperatura local, aparte de la latitud, son la distancia al mar y el relieve. La temperatura entre la costa y el interior difiere ligeramente en verano y de una forma más acentuada en invierno; así tenemos que en julio, el mes más cálido del año, la temperatura media varía de los 16,3 °C en las islas bálticas a los 17,1 °C en el continente, y en febrero, el mes más frío en las islas bálticas, se alcanzan de media -3,5 °C, y en el continente -7,6 °C.
- Temperatura máxima: 35,6 °C, Võru 11 de agosto de 1992.
- Temperatura mínima: -43,5 °C, Jõgeva 17 de enero de 1940.

Las precipitaciones medias son de 568 milímetros por año; las mayores precipitaciones son las caídas al final de verano, bajando en otoño e invierno. Las zonas que registran mayor cantidad de precipitaciones son las tierras altas del este que están más alejadas de la costa. La precipitación máxima registrada en 24 horas fue de 148 mm, la máxima mensual de 351 mm y la máxima anual de 1157 mm.

## Economía
| Exportaciones a | Exportaciones a | Importaciones de | Importaciones de |
| País            | Porcentaje      | País             | Porcentaje       |
| --------------- | --------------- | ---------------- | ---------------- |
| Finlandia       | 33,8 %          | Finlandia        | 18 %             |
| Suecia          | 14 %            | Alemania         | 11%              |
| Letonia         | 6.9 %           | Suecia           | 9 %              |
| Alemania        | 6,9 %           | China            | 9 %              |
| Reino Unido     | 4,2 %           | Rusia            | 8 %              |
| Otros           | 34,2 %          | Otros            | 45 %             |

Dado el crecimiento económico negativo de los primeros años de independencia, causado en parte por las dificultades de la transición a un sistema de economía de mercado, Estonia ha apostado a la liberalización de la economía: estimuló la inversión extranjera, privatizaciones y mayor cooperación con Finlandia. Más de la mitad de su comercio exterior lo realiza con la Unión Europea, en la que ingresó en mayo de 2004. Las principales exportaciones de Estonia son maquinaria, electrónica, madera y textiles, Estonia es uno de los mayores exportadores de casas de madera.

Evolución del PIB real per cápita de Estonia, Letonia y Lituania desde 1973.

La privatización de empresas está casi completa, solo el puerto y las centrales eléctricas principales permanecen en manos del gobierno. Estonia está principalmente influenciada por lo que ocurre en Alemania, Finlandia y Suecia, sus principales socios comerciales.
Desde 1996 el gobierno apostó decididamente por las tecnologías de la información, lanzando el proyecto Tiigrihüpe para informatizar las escuelas y mejorar el acceso de la población a la tecnología. Estonia está a la cabeza de Europa en penetración de Internet y telefonía móvil, y el sector de las TIC tiene hoy en día gran relevancia en el PIB del país. Sin embargo, su cercanía a Rusia y sus constantes roces por los problemas con la población de origen ruso (25% del total) hacen inestable y riesgosa su situación geopolítica y desalientan muchas inversiones. El pequeño tamaño del país y su población traban emprendimientos que necesitan mayores recursos humanos calificados y muchas empresas tecnológicas deben migrar a otros países en busca de ellos.
El comercio del turismo y del tránsito también hace contribuciones importantes a la economía. Finlandia y Suecia están entre los socios más importantes de Estonia en comercio, inversión y turismo. Estonia continúa siendo lo que describe el FMI como «excepcional entre las economías de la transición», vigilada por una comisión bilateral que vela por el crecimiento estable y fuerte, los pagos internacionales, la estabilidad monetaria y la transparencia económica. El sistema bursátil de Estonia se gestiona a través de OMHEX, el gigante báltico que controla las bolsas de Tallin y Helsinki, y Nokia, que además llevan conjunta la seguridad informática desde mayo de 2001. En los últimos años la economía de Estonia disfruta de uno de los mayores crecimientos de la Unión Europea.

## Demografía
La Oficina de Estadísticas de Estonia calculó en 2020 que la población del país ascendía a 1 329 000 habitantes. De este conjunto un 84,1 % posee la nacionalidad estonia, un 8,6 % tienen otra nacionalidad (en su mayoría, la ciudadanía rusa) y un 7,3 % no tienen ciudadanía definida. La esperanza de vida es de 80 años y la edad promedio nacional es de 42 años, con crecimiento natural negativo (-1,5 %) y una baja la tasa de natalidad (1,6 hijos por mujer). Tras la caída de la Unión Soviética, el país perdió casi un 15% de su población. Posteriormente continuó disminuyendo hasta 1294455 en diciembre del 2011, más baja incluso que en la década de los 60.
La densidad de población (28 hab./km²) es la menor de las tres repúblicas bálticas. Aproximadamente un tercio de la población vive en el área metropolitana de Tallin, la capital del país.
Después de la reinstauración de independencia de 1991, la población ha disminuido por la emigración de muchos ciudadanos que procedían de otras repúblicas soviéticas. Desde la década de 2010 las cifras se han estabilizado e incluso han registrado un ligero repunte; a pesar del crecimiento natural negativo, se ha visto motivado por la permanencia de los nativos estonios y por la llegada de inmigrantes procedentes de la Unión Europea.

### Composición étnica

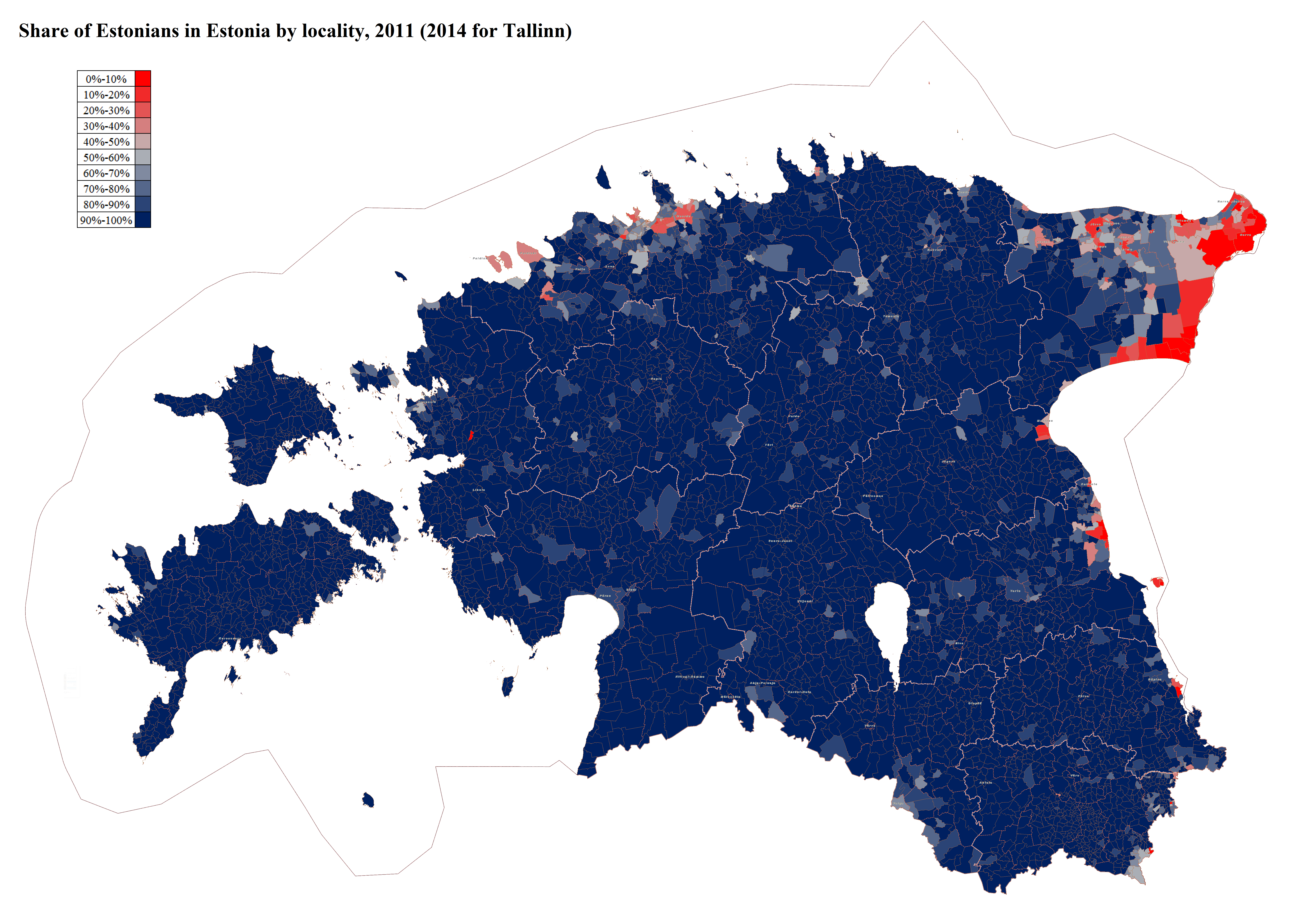
Porcentaje de ciudadanos de origen estonio (azul) y de origen ruso (rojo).

Los ciudadanos de origen estonio representan el 68,4 % (909 552 habitantes), mientras que los ciudadanos de origen ruso suponen el 24,7 % (327 802 habitantes). El resto de la población está compuesta por grupos minoritarios de ucranianos (1.9 %), bielorrusos (0,8 %), fineses (0,6 %) y otras nacionalidades (3,6 %). La población de origen estonio predomina en el conjunto del país, pero la de origen ruso representa un tercio del total en Tallin y es mayoritaria en el condado de Ida-Viru, en el margen noreste de la frontera con Rusia.
La sociedad estonia ha sido tradicionalmente homogénea; hasta finales del siglo xix los estonios representaban el 90 % del censo y había una significativa minoría de alemanes del Báltico (5 %) y rusos (3 %). Después de que la élite alemana fuese reemplazada en la década de 1920, los rusos se convirtieron en la minoría principal. La influencia rusa creció con la ocupación de la URSS en 1940 y la constitución de la RSS de Estonia, que motivó la llegada de inmigrantes de otras repúblicas soviéticas. Durante el estalinismo se produjeron también deportaciones de estonios nativos. Aunque la población estonia se mantuvo en cifras estables, al haber más habitantes totales pasó de un 88 % del censo en 1934 al 61,5 % en 1989. Desde 1991 muchos ciudadanos de origen ruso se marcharon del país, pero a un ritmo menor que en la vecina Letonia.

#### Personas sin ciudadanía
La figura de la «ciudadanía indefinida» (en estonio: kodakondsuseta isik) se aplica a los emigrantes de la Unión Soviética y a sus descendientes que no han obtenido otra nacionalidad después de la disolución de la URSS. A efectos legales no tienen la ciudadanía de ningún país, pero tampoco se les considera apátridas. En 2020 había 69 993 personas (aproximadamente el 7% de la población) bajo esta figura jurídica, que llegó a representar más del 10 % del total en los años 1990 y se ha reducido gracias a las nuevas políticas de naturalización.
Después de la independencia de 1991, el nuevo estado consideraba «estonio de origen» solo a aquellas personas nacidas antes del 17 de junio de 1940 (si lo acreditaban) y a sus descendientes, pues en esa fecha se produjo la invasión de la Unión Soviética. El estonio con ciudadanía indefinida tiene derecho desde 1996 a un «pasaporte de extranjero» (välismaalase pass) de color gris que le permite circular por el espacio Schengen y por Rusia sin visado, hasta un máximo de 90 días en un periodo de seis meses. Sin embargo, sus derechos civiles están limitados respecto a la población estonia y solo pueden votar en las elecciones municipales.
Los «ciudadanos indefinidos» pueden obtener la nacionalidad estonia si han residido permanentemente en Estonia durante cinco años y superan unas pruebas sobre la lengua, cultura e historia del país. Atendiendo a las recomendaciones del Comité de Derechos Humanos, los descendientes de estas personas que hayan nacido en Estonia después del 1 de julio de 1990 tienen derecho a un proceso simplificado. Estonia no reconoce bajo ninguna circunstancia la doble nacionalidad.
La República de Letonia tiene una figura jurídica similar, los «no ciudadanos», pero su proceso de naturalización es más restringido que el estonio.

### Idiomas

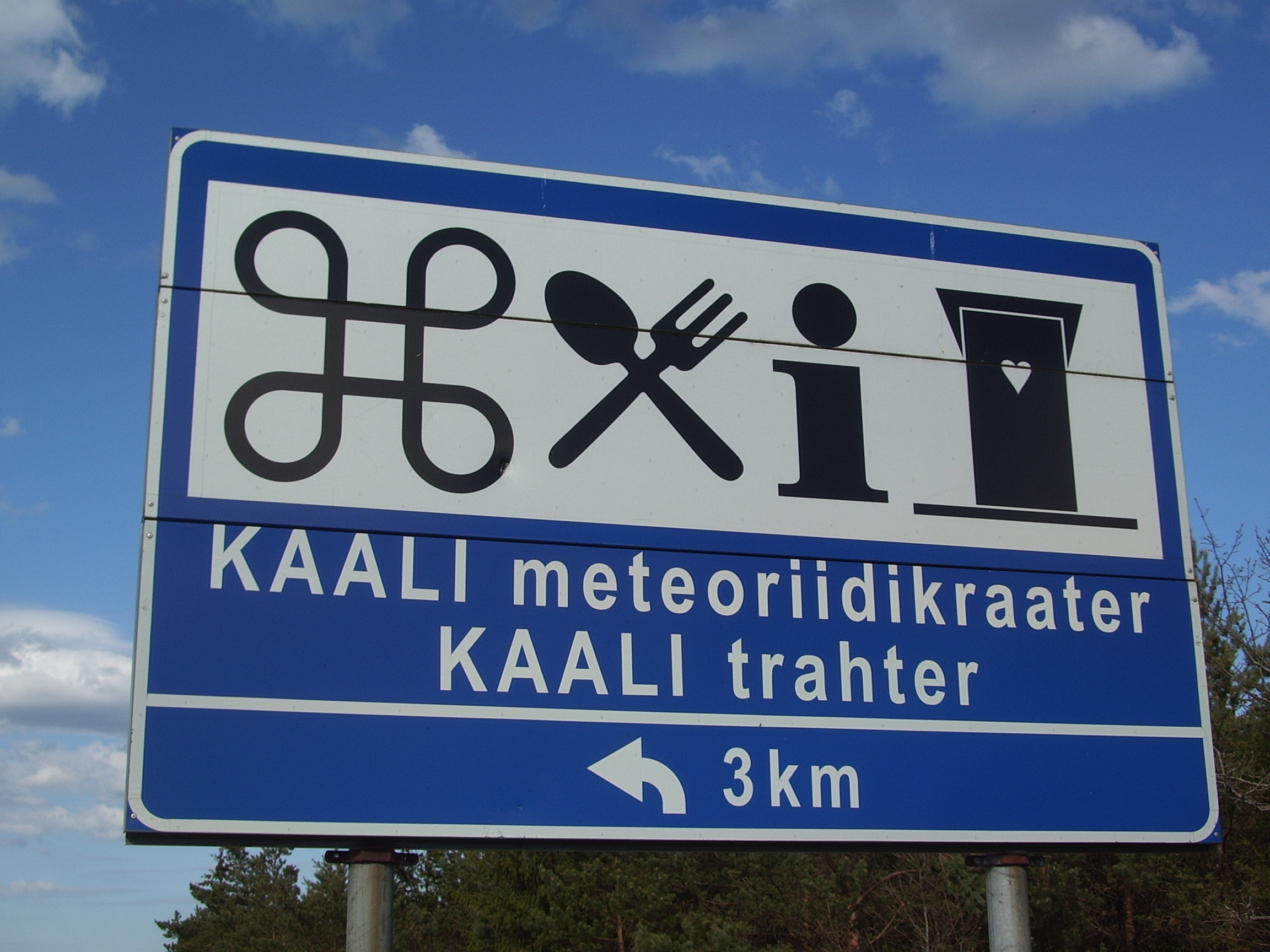
Cartel de tráfico en Masa, localidad en la autopista Kuressaare-Kuivastu, escrito en Estonio

La única lengua oficial en la República de Estonia es el idioma estonio, que pertenece a la rama balto-fínica de la familia de lenguas ugrofinesas. El estonio tiene muchas similitudes con el finés, incorpora préstamos de lenguas germánicas, y es uno de los pocos idiomas de Europa sin orígenes indoeuropeos. Las lenguas tradicionales del sur de Estonia, como el võro o el seto, son definidas oficialmente como «formas regionales del idioma estonio» y no como lengua propia. El resto de idiomas son considerados «lenguas extranjeras» y no gozan de protección. Para obtener la nacionalidad, así como determinados trabajos en la administración pública, es necesario acreditar el dominio del estonio en un examen estatal.
La oficialidad del estonio está reconocida tanto en la Constitución de Estonia como en la Ley de Idiomas, que contempla su condición de única lengua franca en la administración pública (nacional y local), en el sistema judicial y en los cuerpos de seguridad del Estado. El uso público del estonio está regulado a través de una política lingüística protegida por el Consejo del Idioma Estonio. En el caso de la minoría rusófona, la Constitución contempla que las ciudades «con más del 50 % de habitantes pertenecientes a una minoría nacional» puedan usar su idioma a nivel interno y en comunicación de respuestas, pero cualquier comunicación pública en lengua extranjera debe contar con traducción al estonio.
El sistema educativo de Estonia se imparte generalmente en estonio, pero hay centros orientados a la minoría rusófona donde el ruso es la lengua vehicular en educación primaria y el estonio es el segundo idioma. A partir de secundaria, los alumnos rusófonos pasan a un modelo de inmersión lingüística donde el 60 % de las clases se imparten en estonio y el 40 % son en ruso.
La única lengua oficial en Estonia es el estonio. No obstante, en torno a un cuarto o un tercio de la población estonia es rusoparlante. El no reconocimiento de su tradición rusa genera constantes roces culturales con la población de esa etnia que a su vez se traslada a las relaciones con Rusia.

### Religión

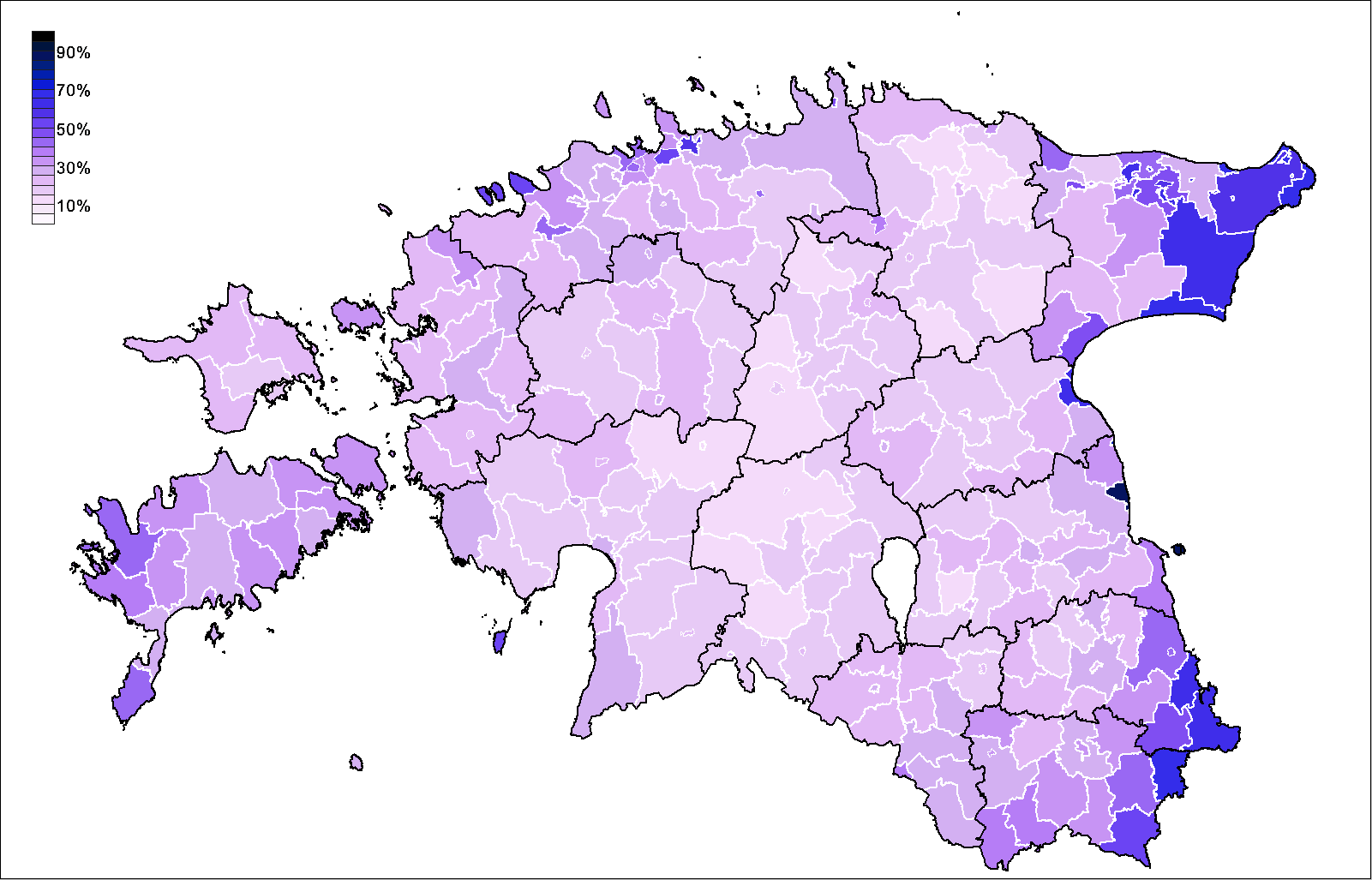
Gráfica sobre sentimiento de pertenencia religiosa en Estonia.

La mayoría de la población estonia no profesa ninguna religión organizada. Según el censo de 2011, el 54,14 % de los estonios no se identifica con ninguna religión y un 16,55 % no tiene una fe declarada; el 28 % son cristianos y el 1,3 % restante siguen otras confesiones. Además, tan solo el 16 % de la población afirma creer en Dios. La tendencia irreligiosa es más acusada en la población de origen estonio que en la de origen ruso. El artículo 40 de la Constitución de Estonia garantiza la separación entre iglesia y estado, así como la libertad de culto, y no hay ninguna religión oficial.
Estonia fue una de las últimas zonas europeas en ser cristianizada, a raíz de la campaña de las cruzadas bálticas de la Iglesia católica en el siglo xii. Durante la reforma protestante la región asumió el luteranismo, que durante tiempo fue la denominación predominante: cuando se produjo la independencia de Estonia en 1918, más del 80 % de los estonios se identificaba con la iglesia luterana. La ocupación soviética conllevó una desincentivación e incluso persecución de las religiones organizadas, y el número de fieles ha seguido cayendo después de la restauración de independencia. El actual 28 % de cristianos se reparte de la siguiente forma: un 17 % de ortodoxos (en su mayoría estonios de origen ruso), un 9 % de luteranos y un 0,5 % de católicos.
Existen dos movimientos neopaganos de origen estonio con carácter minoritario, centrados en el culto a la naturaleza: el maausk y el taara.

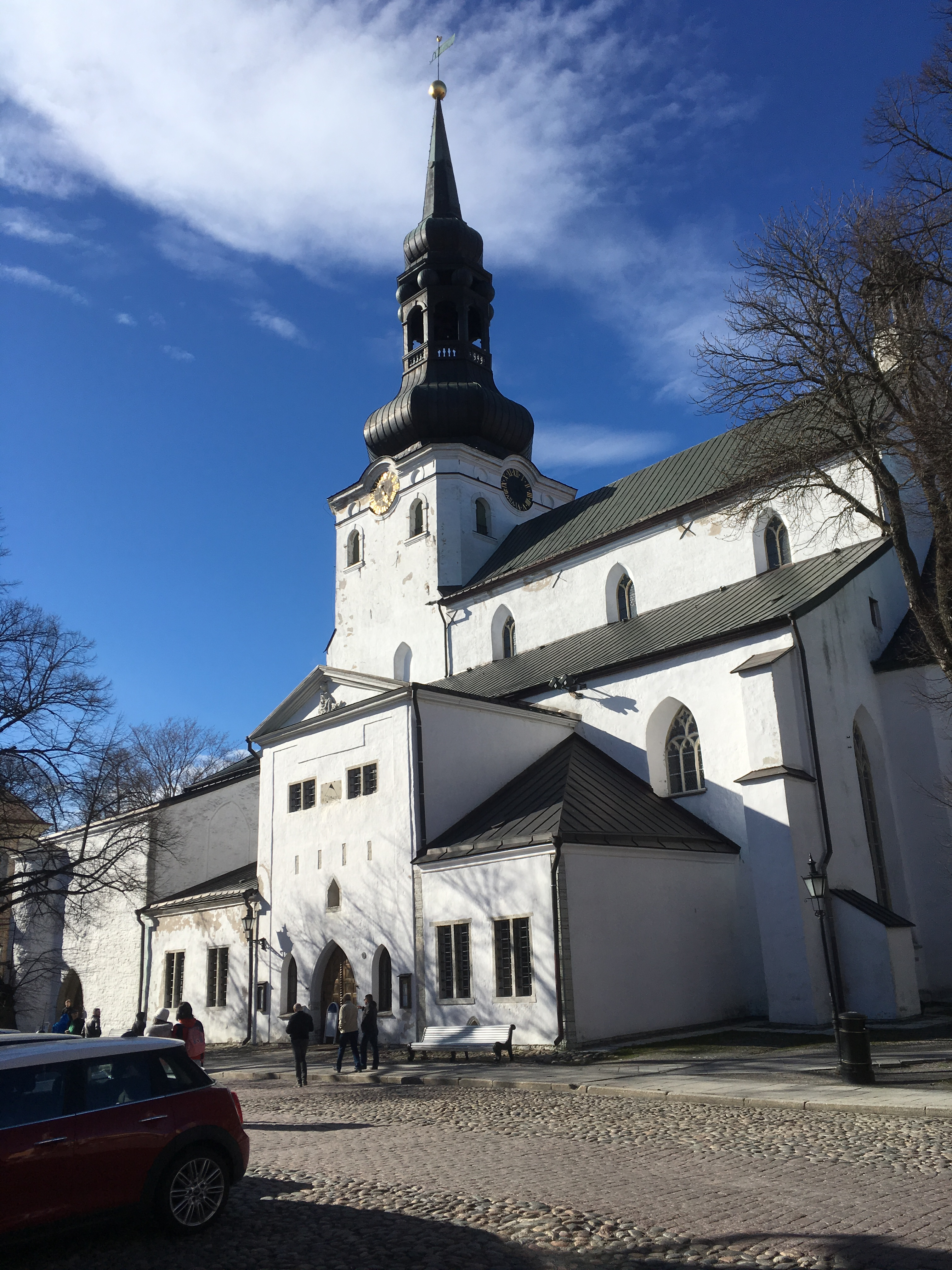
Catedral de Santa María, Tallin

Según el Dentsu Communication Institute Inc, Estonia es uno de los países menos religiosos del mundo, con un 75,7% de la población que se declara irreligiosa. La encuesta del Eurobarómetro de 2005 reveló que sólo el 16% de los estonios profesa la creencia en un dios, la creencia más baja de todos los países estudiados. Una encuesta de Gallup de 2009 encontró resultados similares, con solo el 16% de los estonios describiendo la religión como "importante" en su vida diaria, lo que hace que Estonia sea la más irreligiosa de las naciones encuestadas.
Nuevas encuestas sobre la religiosidad en la Unión Europea realizadas en 2012 por el Eurobarómetro revelaron que el cristianismo es la religión más importante en Estonia, con un 45% de los estonios. Los ortodoxos orientales son el grupo cristiano más importante en Estonia, con un 17% de los ciudadanos estonios, mientras que los protestantes representan un 6% y los otros cristianos un 22%. Los no creyentes/agnósticos representan el 22%, los ateos el 15% y los no declarados el 15%.
El Centro de Investigación Pew más recientemente, encontró que en 2015, el 51% de la población de Estonia se declaró cristiano, el 45% religiosamente no afiliado -una categoría que incluye a los ateos, agnósticos y los que describen su religión como "nada en particular", mientras que el 2% pertenecía a otras religiones. Los cristianos se dividieron entre el 25% de ortodoxos, el 20% de luteranos, el 5% de otros cristianos y el 1% de católicos. Mientras que los religiosamente no afiliados se dividieron entre el 9% como ateos, el 1% como agnósticos y el 35% como nada en particular.

## Cultura

### Literatura

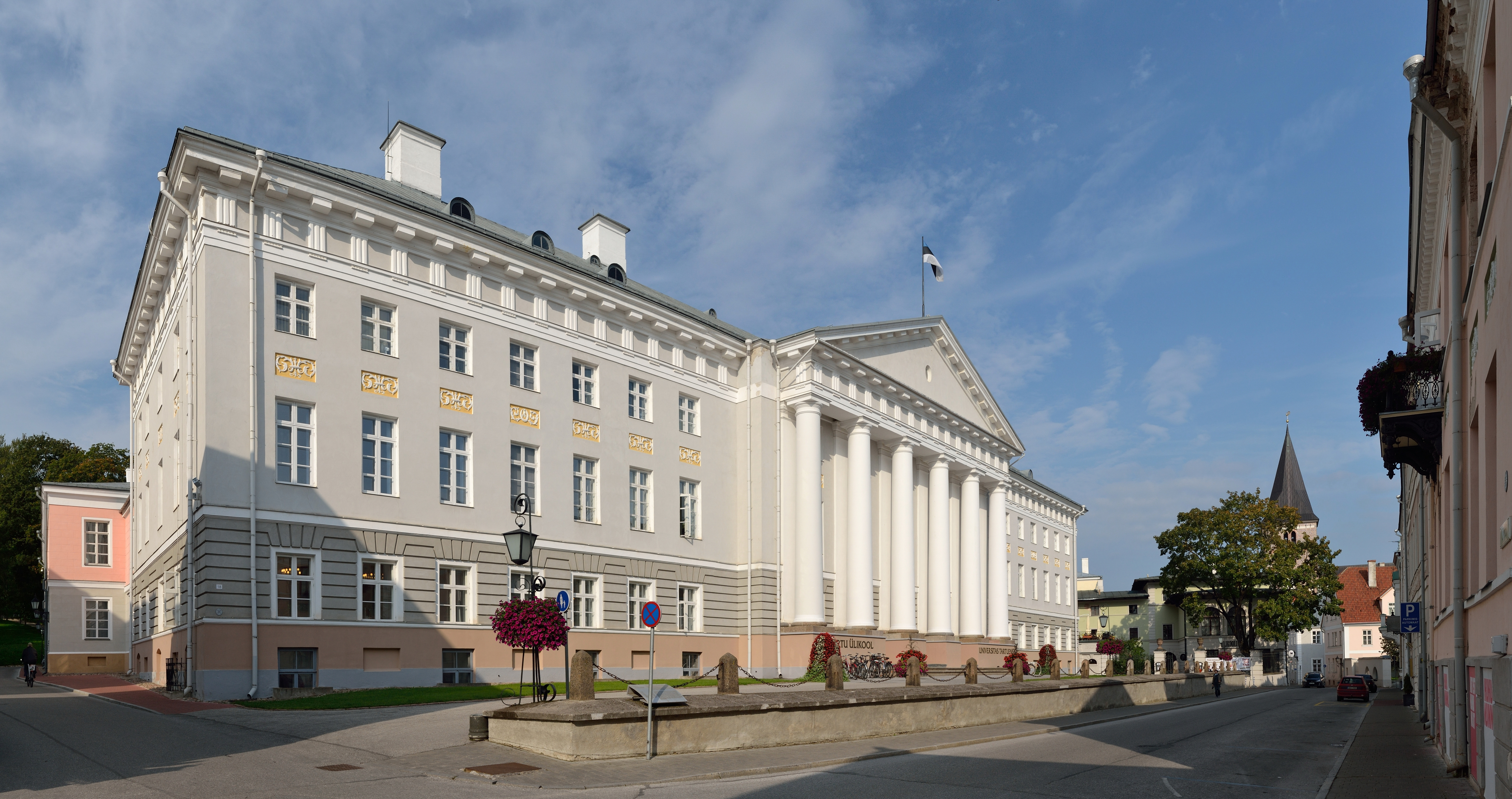
La Universidad de Tartu es una de las más antiguas del norte de Europa y una de las mejor consideradas de Estonia.

El folclore de Estonia ha sobrevivido, mediante la transmisión oral, siglos de dominación extranjera, abarcando canciones, poesías sobre el transcurrir de las estaciones del año, el trabajo de los campesinos, la vida familiar, el amor y los mitos. Las canciones rúnicas son las que se transmitieron más antiguamente, remontándose su origen al siglo I a. C. Los primeros escritos en lengua estonia son catecismos; para el católico de Johannes Kievel se ha supuesto la fecha de 1517; de 1535 data uno luterano. Tras la Segunda Guerra Mundial, la literatura estonia se dividió en dos durante casi medio siglo. Una serie de escritores importantes pasaron los años de la guerra en Estonia y huyeron en 1944 a Alemania (Visnapuu) o Suecia, tanto directamente como a través de Finlandia (Suits, Under, Gailit, Kangro, Mälk, Ristikivi). Muchos de los que se quedaron y no se doblegaron a la ideología soviética bien murieron en Siberia (Talvik y Hugo Raudsepp), bien sufrieron una combinación de represión, prohibición de publicar y exilio interior (Tuglas, Alver, Masing).
El primer autor del siglo XIX, Kristjan Jaak Peterson (1801-1822), fue estudiante de la universidad de Tartu/Dorpat. A pesar de ser considerado el padre de la poesía moderna estonia, nunca vio impresos sus poemas en vida, aunque tres poemas suyos se imprimieron en alemán en 1823. Los poemas fueron editados 100 años después de su muerte. Uno de los proyectos que Peterson acabó en vida fue la traducción al alemán del Mythologia Fennica (‘Mitología de Finlandia’) de Kristfrid Ganander, un diccionario de mitología, cuyo original en sueco había sido editado en 1789. La traducción del diccionario de Ganander tuvo muchos lectores en Estonia y en el extranjero, convirtiéndose en una fuente importante de inspiración e ideología nacional de la literatura temprana estonia. Su influencia se extendió incluso hasta principios del siglo XX.
El impacto de Franz Kafka en la literatura estonia influiría en las obras de Arvo Valton (1935), con la novela Rataste vahel (En rodaje, 1966); Enn Vetemaa (1936) y Mati Unt (1943), autor de Võlg (La culpa, 1964), publicada en Canadá en 1966, Hüvasti, kollane kass (Adiós, gato amarillo, 1963) y el drama Phaeton, päikese poeg (Faetón, hijo del sol, 1968). Menos importantes fueron Uno Laht (1924) y Ellen Niit (1928).

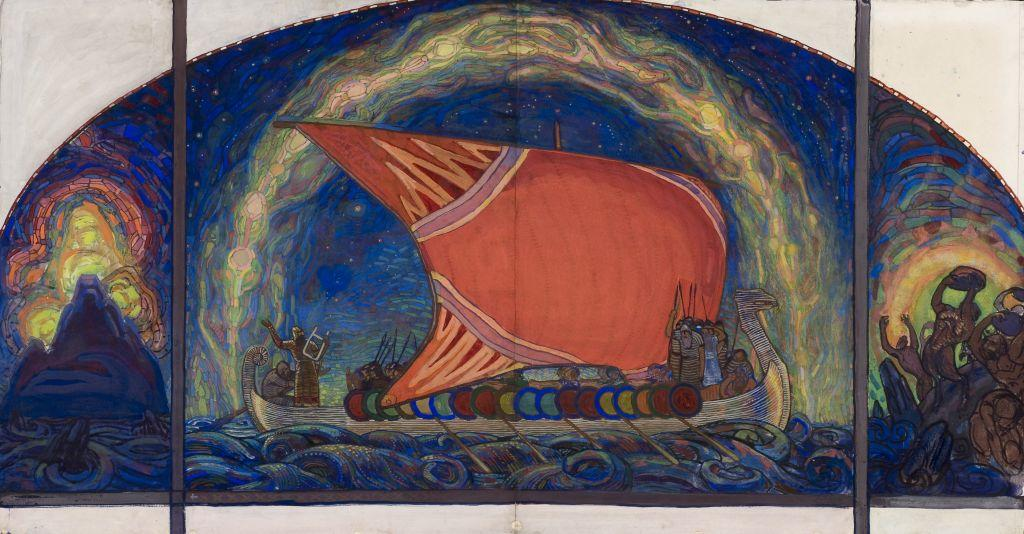
Ilustración del poema épico Kalevipoeg, escrito por Friedrich Reinhold Kreutzwald

La literatura moderna de Estonia comenzó a desarrollarse a principios del siglo XIX con la poesía de Kristjan Jaak Peterson. El poema épico nacional Kalevipoeg (‘Hijo de Kalev’), que fue escrito por Friedrich Reinhold Kreutzwald a mediados de ese siglo inspirado en el poema épico finlandés Kalevala, recoge cuentos, leyendas y versos cantados. La lírica experimenta en esta época un auge con poetas como: Lydia Koidula que publica en 1867 El ruiseñor de Emajõgi; Johannes Barbarus, autor de El hombre y la esfinge.
A principios del siglo XX, los escritores estonios adoptan modelos franceses y escandinavos. Entre los autores polifacéticos figuran: Juhan Liiv, que publica Obras reunidas en 1904; August Kitzberg, que escribe el drama El Dios de la bolsa (1915); August Jakobson, el drama Lucha sin línea de frente (1947); Friedebert Tuglas, los cuentos Reparto de tierras (1906).
En el primer período de la independencia, el escritor Anton Hansen Tammsaare escribió en 1926 la obra Verdad y justicia y Nuevo Vanapagan de Põrgupõhja en 1939. Otros novelistas destacados fueron Oskar Luts, con su novela En la sombra de las hojas de oro (1933) y Mait Metsanurk, la novela Viento rojo (1928). En poesía destacan Juhan Sütiste que escribe Mar y bosque (1937); Karl E. Sööt, de La hoz de la luna (1937); Anna Haava, y su Canto un canto estoniano (1935); Jaan Kärner, con el libro de poesías Un hombre en la encrucijada (1932).
Durante la etapa soviética, encontramos a los poetas Mart Raud, de Puentes nuevos (1945); Vaarandi, de El soñador en su ventana (1959), y Uno Laht, de ¡Contigo, Patria! (1953). También destacan durante este periodo autores como Johannes Semper, con los poemas El sol en la alcantarilla (1930); Erni Krusten, con su novela Diario de un joven jardinero (1941); Aadu Hint, con la novela Orilla ventosa (1951); Egon Rannet, el drama El diablo en el rebaño (1949); Ralf Parve (1919), las poesías En el puesto de combate (1950) e Juhan Smuul, las imágenes poéticas Para que florezcan los manzanos (1951); Hans Leberecht, de Luces de Koordi (1948), premio nacional de novela; Rudolf Sirge, con un relato de guerra En la vigilia del nuevo día (1947); Eduard Männik, con la novela La lucha se alarga (1950).
En años recientes se destaca el poeta Jaan Kross, quien fue mencionado regularmente como candidato al Nobel de literatura. A su vuelta de los campos de trabajo y del exilio interior en Rusia entre 1946 y 1954 como prisionero político, Kross renovó la poesía estonia. Kross comenzó a escribir prosa a mediados de la década de 1960. Jaan Kaplinski se ha convertido en el autor más central y más productivo modernista de la poesía estonia. Ha escrito ensayo, teatro y ha traducido. Ha enseñado en Vancouver, Calgary, Liubliana, Trieste, Taipéi, Estocolmo, Bolonia, Colonia, Londres y Edimburgo. Ha sido escritor residente en la Universidad de Aberystwyth en Gales.

### Música

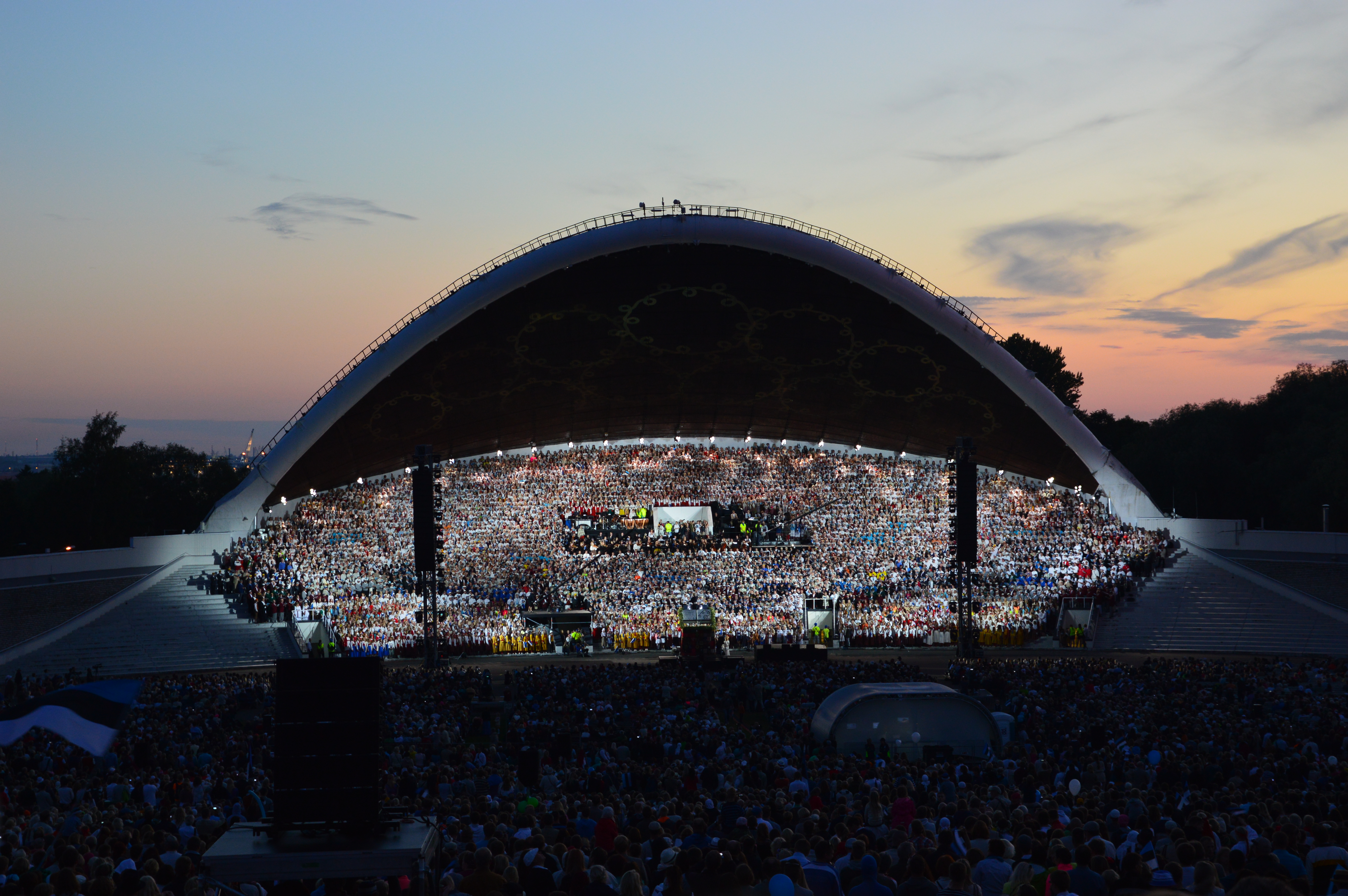
Escenario del Festival de Música Estonia (Laulupidu) de 2014

La tradición musical de Estonia quedó recogida por primera vez en el texto Gesta Danorum, escrito por el Saxo Grammaticus en el siglo XII, en el que se citaban algunas de las canciones populares de los estonios. Los instrumentos tradicionales del país son la gaita (torupill en su variante estonia), el violín y la cítara (talharpa y kannel).
La composición de canciones en estonio está relacionada con el despertar nacional del país (Ärkamisaeg) y ha sido parte importante de su historia, incluyendo la Revolución Cantada. En 1869 se celebró la primera edición del Festival de Música Estonia (Laulupidu), considerado el mayor evento coral del mundo. Fue promovido por Johann Voldemar Jannsen, autor entre otros del himno nacional, y su mayor peculiaridad es que solo pueden interpretarse canciones en idioma estonio. Actualmente se celebra cada cinco años; el festival de 2014 reunió a más de 42.000 cantantes. Desde 2008 está considerado Obra Maestra del Patrimonio Oral e Intangible de la Humanidad por la Unesco.
Entre los compositores profesionales estonios destacan Rudolf Tobias, Miina Härma, Artur Kapp, Eduard Tubin, Heino Eller y Gustav Ernesaks. Algunos de los músicos de mayor renombre internacional en el siglo XX han sido Arvo Pärt, precursor del minimalismo sacro, y el barítono Georg Ots.
En lo que respecta a la música popular, Estonia se proclamó vencedora del Festival de Eurovisión 2001 con la canción «Everybody», interpretada por Tanel Padar y Dave Benton, por lo que la televisión pública pudo organizar el Festival de 2002 en Tallin. Otros intérpretes que han obtenido fama internacional son Kerli Kõiv y la banda Vanilla Ninja.

### Telecomunicaciones

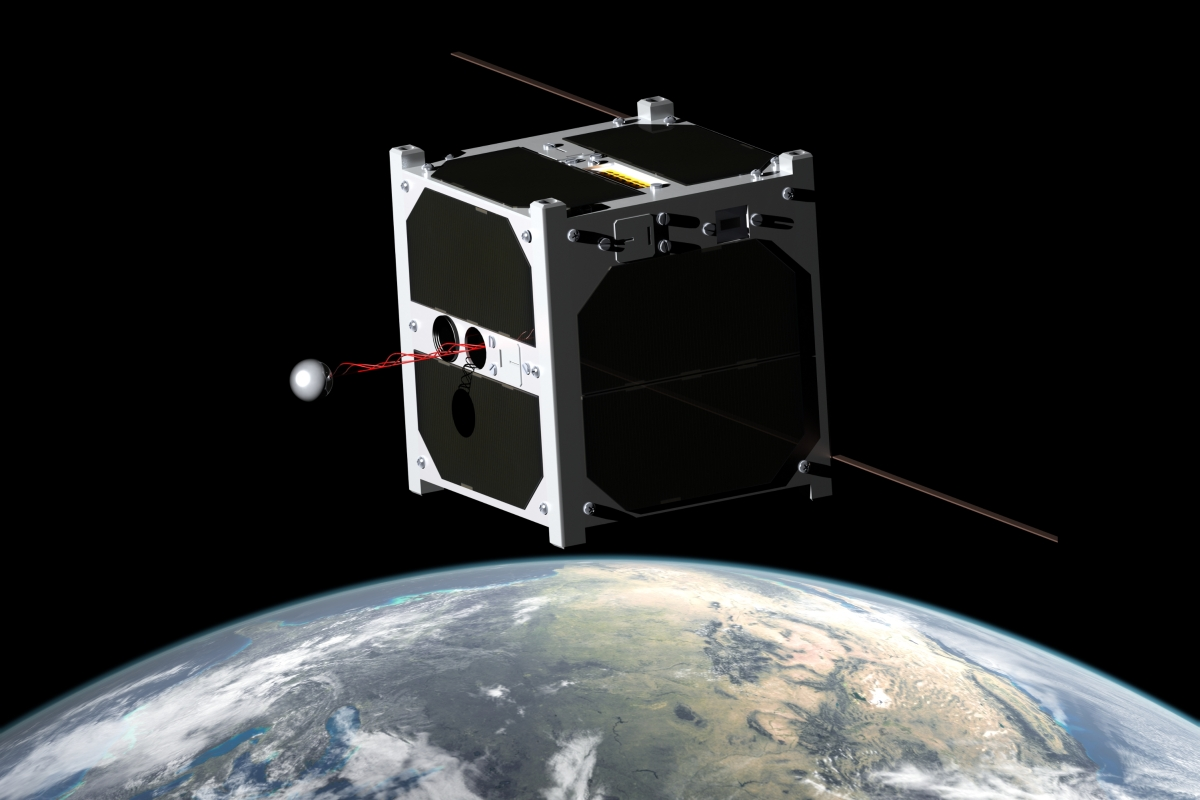
El ESTCube-1, el primer satélite estonio, lanzado en mayo de 2013

Según una investigación llevada a cabo por el Foro Económico Mundial acerca del uso de la tecnología de la información en 104 países (Informe Global sobre Tecnologías de la Información 2004-2005: Uso de Tecnología de la Información y Comunicación en el Mundo,), Estonia ocupa el puesto 25 en cuanto al índice de uso de la infotecnología, siendo el país mejor situado de Europa del Este. 
Según el Índice mundial de innovación, a cargo de la Organización Mundial de la Propiedad Intelectual, en su versión 2024, Estonia se ubicó en lugar 16 en innovación entre 133 países del mundo, misma posición que obtuvo en 2023, mientras que en 2022, ocupó el puesto 18.

#### Telefonía móvil
El territorio de Estonia está totalmente cubierto por las redes digitales de telefonía móvil. El teléfono móvil se ha convertido en un nuevo modo de efectuar pagos. Varios bancos estonios ofrecen la posibilidad de realizar pagos a través del teléfono móvil. Es posible pagar así en más de 1000 establecimientos: hoteles, salones de belleza, tiendas, taxis o empresas de alimentación, que se distinguen por una pegatina azul y amarilla con la leyenda Maksa mobiiliga (‘Paga con el móvil’), indicando que en ellos es posible hacer compras de esta manera.
Por medio del teléfono celular se puede pagar también el aparcamiento de vehículos, bien haciendo una llamada o enviando un mensaje de texto. Para que el vigilante del aparcamiento sepa que se ha pagado por el móvil, ha de colocarse en el parabrisas del coche o en la ventanilla de la derecha una pegatina indicativa.

#### Internet
En agosto de 2000, el gobierno de Estonia fue pionero a nivel mundial al transformar las reuniones de su gabinete ejecutivo en sesiones sin documentos en papel, pasando a utilizar un sistema de bases de datos conectadas por la red. También es posible acceder vía internet y en tiempo real a la descripción de los gastos efectuados por el Estado y los ciudadanos pueden hacer su declaración de la renta a través de internet.
Durante el periodo 2002-2004 se organizaron cursos de informática y acceso a internet para adultos por toda Estonia. Vaata maailma (‘Una mirada al mundo’) ha sido un proyecto de formación sin antecedentes y completamente financiado por el sector privado, que ha servido para formar a 102 697 personas, un 10 % de la población adulta de Estonia. Los estudios realizados tras la finalización del proyecto han mostrado que más de un 70 % de los participantes ha seguido utilizando internet al terminar el curso.
Todos los centros de enseñanza de Estonia están conectados a internet. Desde el año 2003, todos los centros escolares del país pueden utilizar el espacio virtual de comunicación entre el hogar y el centro escolar «E-escuela» (E-kool), creado por la fundación Una mirada al mundo. El objetivo de la E-escuela es la participación activa de los padres en el proceso de estudios de sus hijos, hacer más accesible tanto a padres como a escolares la información relacionada con los estudios y facilitar el trabajo de los docentes y la administración del centro escolar. Por ejemplo, E-escuela permite hacer un seguimiento de las notas de los estudiantes, así como de sus ausencias del centro de estudios, acceder el contenido de las clases y a las tareas para casa, así como las evaluaciones finales de los profesores acerca del trabajo de los estudiantes. En junio de 2005 había en Estonia 78 centros escolares conectados a la E-escuela (un 13 % de los centros escolares del país) y cada mes son más las escuelas que se unen a esta idea.

### Medios de comunicación
La primera producción audiovisual en Estonia fue una película informativa de 1908 dedicada a la visita oficial de Gustavo V de Suecia a Tallin, a la que más tarde siguieron documentales dirigidos por Johannes Pääsuke (década de 1910) y Theodor Luts. Las emisiones de radio se iniciaron en diciembre de 1926, mientras que la televisión se puso en marcha en julio de 1955. El gobierno estonio abrió los medios de comunicación al mercado privado tras la reinstauración de la independencia en 1991.
La Constitución de Estonia reconoce y protege la libertad de prensa, y actualmente existe en el país una amplia oferta de radios, televisiones y cuatro diarios de tirada nacional: Postimees, Õhtuleht, Eesti Päevaleht y Äripäev. La mayoría de medios son en estonio, aunque también existen publicaciones para los hablantes rusos. El país ocupa la decimocuarta posición en la clasificación sobre libertad de prensa elaborada por Reporteros Sin Fronteras.
Eesti Rahvusringhääling (ERR) es la radiodifusora pública de Estonia, fundada en 2007 para agrupar la gestión de la radio (Eesti Raadio) y televisión públicas (Eesti Televisioon). La principal agencia de noticias del país es la Baltic News Service (BNS), con cobertura en los tres países Bálticos.

### Gastronomía
La gastronomía estonia combina elementos comunes a la región báltica con influencias de Alemania, Rusia y Escandinavia. La dieta tradicional está compuesta por pan de centeno, carne de cerdo, patatas, conservas y productos lácteos; el clima del país ha obligado a sus habitantes a depender en gran medida de los productos de temporada. Algunos de sus platos más característicos son la anguila marinada, el mulgikapsad —cerdo acompañado con chucrut—, el verivorst —morcilla—, la trucha ahumada y el mulgi puder —pudin de patatas y cebada—. Estonia es también uno de los países de Europa del Este con mayor producción de bebidas alcohólicas.

### Días festivos
El calendario de días festivos se fija cada año, dependiendo de la distribución semanal. El repertorio de fiestas comunes para toda Estonia es el siguiente:
| Fecha                    | Nombre                       | Notas                                                                              |
| ------------------------ | ---------------------------- | ---------------------------------------------------------------------------------- |
| 1 de enero               | Año Nuevo                    |                                                                                    |
| 24 de febrero            | Día de la Independencia      | Conmemoración de la declaración de independencia de 1918.                          |
| Marzo o abril            | Viernes Santo                | Festividad cristiana.                                                              |
| Marzo o abril            | Lunes de Pascua              | Festividad cristiana.                                                              |
| 1 de mayo                | Fiesta del Trabajo           |                                                                                    |
| 23 de junio              | Día de la Victoria           | Festividad nacional. Conmemoración de la batalla de Võnnu en 1919.                 |
| 24 de junio              | Fiesta de San Juan           |                                                                                    |
| 20 de agosto             | Día Nacional de Estonia      | Festividad nacional. Conmemoración de la restauración de la independencia en 1991. |
| Tercer sábado de octubre | Día de la Identidad Cultural | Festividad nacional. Conmemoración de la cultura ugrofinesa.                       |
| 25 de diciembre          | Navidad                      | Festividad cristiana. Conmemoración del nacimiento de Jesús de Nazaret.            |
| 26 de diciembre          | Día de San Esteban           | Festividad cristiana.                                                              |
| 31 de diciembre          | Nochevieja                   |                                                                                    |

### Deportes

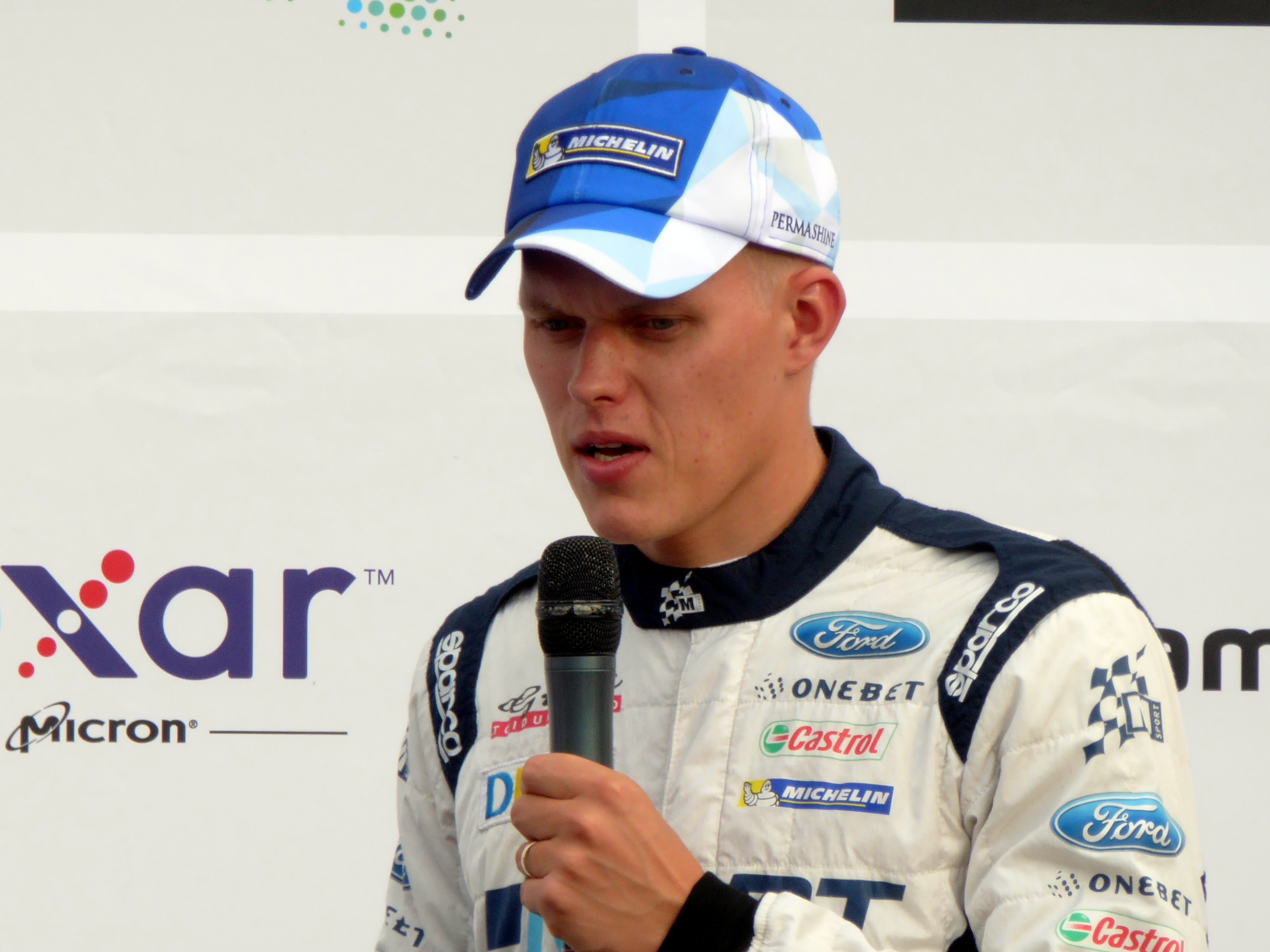
Ott Tänak, campeón del Mundial de Rally de 2019.

El Ministerio de Cultura de Estonia asegura que el 13 % de la población forma parte de un club deportivo y más del 40 % hace ejercicio de forma regular. Las disciplinas de equipo más practicadas son el fútbol y el baloncesto, aunque el país nunca ha destacado a nivel internacional en ninguna de ellas. La Meistriliiga —máxima división del fútbol nacional— se celebró por primera vez en 1921 y fue retomada tras la independencia, mientras que la liga de baloncesto se comenzó a jugar en 1925; actualmente Estonia y Letonia organizan una División de Honor conjunta.
El piloto Ott Tänak se ha proclamado vencedor del Campeonato Mundial de Rally 2019, mientras que Markko Märtin llegó a quedar tercero en la edición de 2004. El país también ha celebrado triunfos internacionales en atletismo, remo, lucha libre y ciclismo. En cuanto a los deportes de invierno, la modalidad donde más triunfos han cosechado ha sido el esquí de fondo gracias a Andrus Veerpalu y Kristina Šmigun-Vähi, ambos campeones olímpicos.
La Selección de fútbol de Estonia es controlada por la Asociación Estonia de Fútbol y adscrita a la UEFA y a la FIFA. Actualmente se le considera una selección de nivel medio-bajo en Europa, ya que nunca se ha clasificado a la Copa Mundial de Fútbol ni a la Eurocopa. La Meistriliiga es la primera división y el campeonato de más alto nivel en Estonia. Fue fundada en 1991 tras la independencia, y los dos equipos con más títulos y con más seguidores del país son el Flora Tallin y el Levadia Tallin, con 13 y 10 títulos respectivamente.
A comienzos del siglo XX, Estonia llegó a ser una potencia en lucha libre y aportó púgiles de prestigio como Kristjan Palusalu, Johannes Kotkas, Voldemar Väli, Georg Lurich y Georg Hackenschmidt.
Estonia compite en los Juegos Olímpicos a través del Comité Olímpico Estonio, fundado en 1919 y cuyo debut tuvo lugar en Amberes 1920. El país suele obtener mejores resultados en las ediciones de verano; los primeros medallistas olímpicos estonios fueron el luchador Martin Klein y el remero Mart Kuusik en 1912, cuando el país aún formaba parte del Imperio ruso, mientras que el primer oro olímpico lo consiguió el haltera Alfred Neuland en 1920. Tallin llegó a ser subsede de vela en los Juegos Olímpicos de Moscú 1980.